# Golo Mann

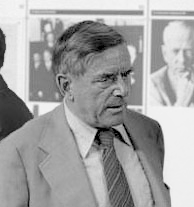
Golo Mann bei einer Tagung der Konrad-Adenauer-Stiftung, 1978

Golo Mann (* 27. März 1909 in München; † 7. April 1994 in Leverkusen; eigentlich Angelus Gottfried Thomas Mann; heimatberechtigt in Kilchberg) war ein deutsch-schweizerischer Historiker, Publizist und Schriftsteller.
Der Sohn des Literaturnobelpreisträgers Thomas Mann emigrierte nach der Machtergreifung der Nationalsozialisten über Frankreich und die Schweiz in die USA. Mitte der 1950er Jahre kehrte er nach Deutschland zurück und übersiedelte später in die Schweiz. Nach einer Tätigkeit als Professor für Politikwissenschaft in Stuttgart arbeitete er als freier Publizist und einflussreicher Kommentator des Zeitgeschehens. Er verkehrte mit Politikern wie Konrad Adenauer und Willy Brandt, für den er sich zunächst als Berater einsetzte und dessen Ostpolitik er unterstützte. Ablehnend äußerte er sich zur Studentenbewegung. Vor der Bundestagswahl 1980 engagierte er sich für Franz Josef Strauß, den Kanzlerkandidaten der CDU/CSU.
Zu Golo Manns bekanntesten Schriften gehören die 1958 erschienene Deutsche Geschichte des 19. und 20. Jahrhunderts, die in Millionenauflage erschien, in neun Sprachen übersetzt wurde und als Standardwerk gilt, sowie seine 1971 veröffentlichte Wallenstein-Biographie. Als konservativer Historiker stellte er den Menschen in den Mittelpunkt seiner erzählenden Geschichtswerke und zog damit die Kritik mancher Berufskollegen auf sich, die gesellschaftspolitische Theorien bevorzugten.

## Leben

### Kindheit und Ausbildung

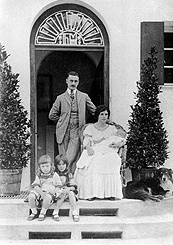
Golo Mann als Säugling mit seinen Eltern vor dem Sommerhaus in Bad Tölz, auf der Treppe sitzend seine Geschwister Klaus und Erika, 1909

Mann, der als Kleinkind seinen verkürzten Vornamen „Gelus“ nicht aussprechen konnte und sich Golo nannte, kam als drittes Kind des Schriftstellers Thomas Mann und seiner Frau Katia in München zur Welt. Dieser Kindername begleitete ihn sein Leben lang. Er hatte zwei ältere Geschwister, Erika und Klaus, und drei jüngere, Monika, Elisabeth und Michael.

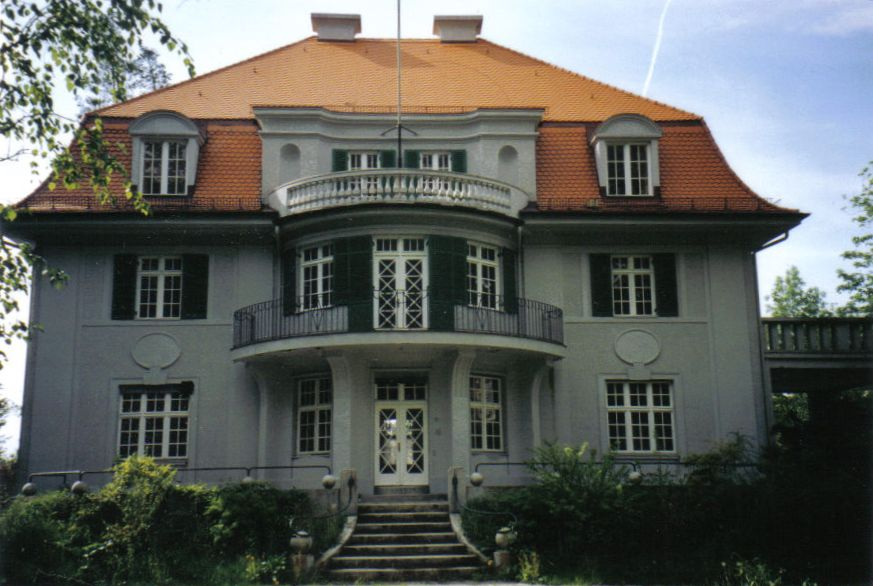
Rekonstruktion des in der Poschingerstraße 1 gelegenen Elternhauses am Herzogpark in München, das im Zweiten Weltkrieg schwer beschädigt und später abgerissen wurde. Die Villa wurde auf dem Bavaria-Filmgelände für Dreharbeiten zu dem Dokumentarfilm über die Familie Mann, Die Manns – Ein Jahrhundertroman, nachgebildet.

Die Mutter beschrieb Golo in ihrem Tagebuch als sensibel, nervös und schreckhaft. Der Vater verhehlte seine Enttäuschung kaum und erwähnte den Sohn in seinem Tagebuch nur selten. Golo Mann beschrieb ihn rückblickend: „Wohl konnte er noch Güte ausstrahlen, überwiegend aber Schweigen, Strenge, Nervosität oder Zorn.“ Unter den Geschwistern fühlte er sich seinem Bruder Klaus besonders nah verbunden, während er zeitlebens Schwierigkeiten mit den radikalen Ansichten seiner Schwester Erika hatte. Klaus Mann beschrieb den Bruder als Kind in seiner ersten Autobiografie Kind dieser Zeit wie folgt: „Golo [aber] repräsentierte unter uns das groteske Element. Von skurriler Ernsthaftigkeit, konnte er sowohl tückisch als auch unterwürfig sein. Er war diensteifrig und heimlich aggressiv; dabei würdevoll wie ein Gnomenkönig. Ich vertrug mich ausgezeichnet mit ihm, während er sich mit Erika viel zankte.“
Golo Mann besuchte ab September 1918 das humanistische Wilhelmsgymnasium in München mit mittelmäßigen Leistungen, wobei seine Stärken in Geschichte, Latein und insbesondere in der Rezitation von Gedichten lagen, letzteres eine lebenslange Leidenschaft. Er war Mitglied des von den Geschwistern Klaus und Erika sowie Ricki Hallgarten im Jahr 1919 gegründeten „Laienbunds Deutscher Mimiker“. Weitere Mitspieler waren neben Monika Mann befreundete Nachbarskinder. Die Gruppe existierte drei Jahre lang und inszenierte acht Vorstellungen in Privatwohnungen.
Eine Abwechslung zu Elternhaus und Schule bot ihm in einer Art „Ausbruchsversuch“ im Frühjahr 1921 der Eintritt in eine Pfadfinder-Vereinigung, mit der er mehrtägige Übungen und ausgedehnte Fahrten in den Sommerferien nach Franken und Tirol unternahm. Die Gemeinschaft mit Gleichaltrigen machte ihm Spaß, jedoch gab es irritierende Erfahrungen: So wies er eine homoerotische Annäherung ab und litt unter der als Zwang empfundenen paramilitärischen Disziplin.

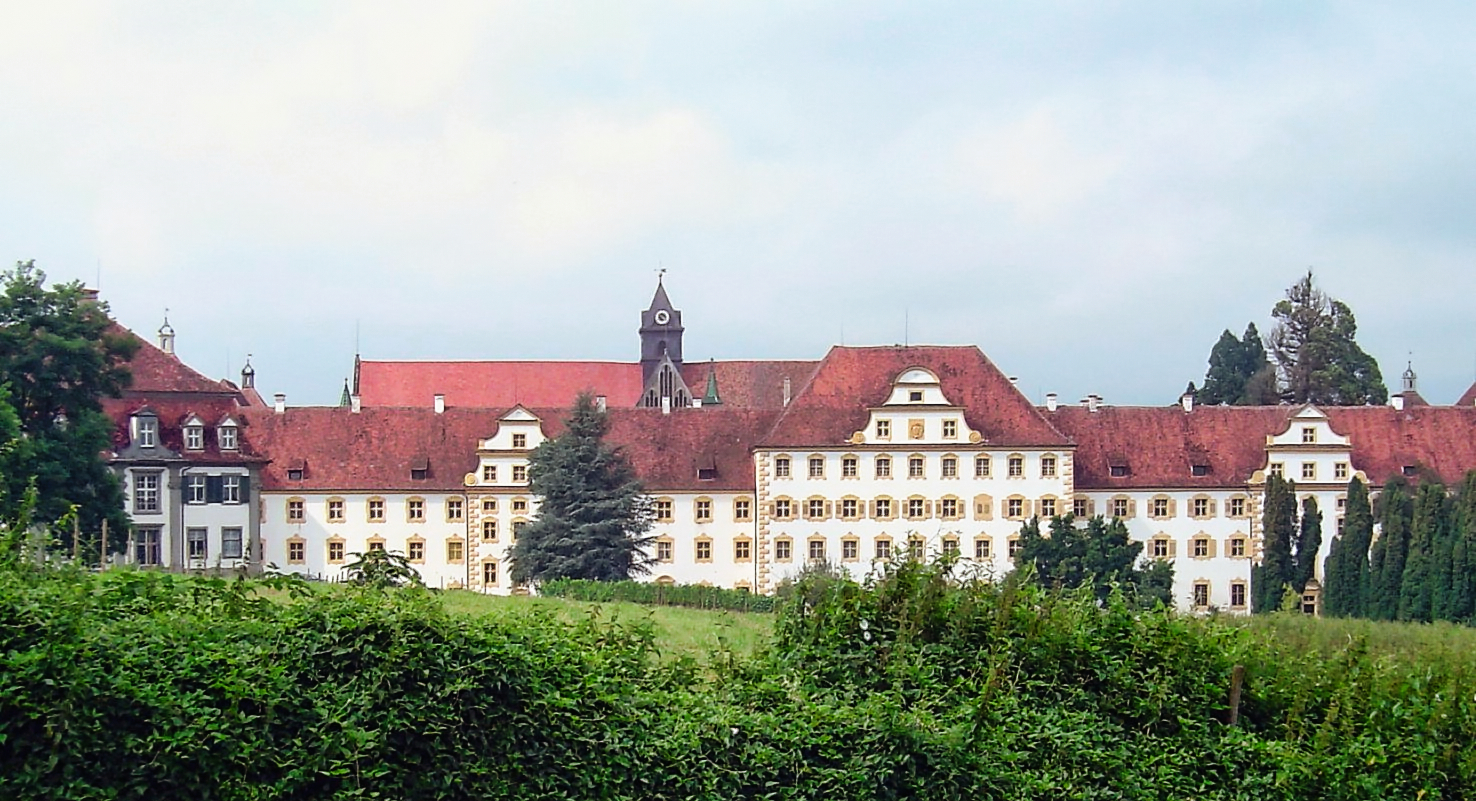
Schloss Salem (Südansicht)

Neue Horizonte taten sich 1923 auf, als Golo Mann an die Internatsschule Schloss Salem wechselte, die er als Befreiung und lebenslange Bereicherung ansah. Der Leiter der Schule, Kurt Hahn, wurde eine prägende Persönlichkeit in seiner Jugend. In Salem sollte eine geistige Elite ausgebildet werden, die nicht nur individuelle Begabungen förderte, sondern auch das verantwortungsvolle Handeln für die Gemeinschaft. Daher gab es einen freien Umgang mit den Lehrern und einen hohen Grad von Selbstverwaltung in der Schülergemeinschaft. Der Dienst für die demokratische Gesellschaft sollte die Richtung seines zukünftigen Handelns bestimmen.
Im fachlichen Bereich intensivierte Mann die Beschäftigung mit der von Hahn unterrichteten lateinischen Sprache, was ihn im Alter dazu befähigte, über Tacitus zu schreiben und Horaz zu übersetzen. In der Bodenseelandschaft bildete sich zudem eine ebenso dauerhafte Leidenschaft für Bergwanderungen aus, obgleich ihn eine beim Hochsprung erlittene Knieverletzung für den Rest seines Lebens plagen sollte. Im Rückblick, in seiner Biografie Erinnerungen und Gedanken, kam jedoch neben der Schilderung von Hahns faszinierender Persönlichkeit dessen moralische Rigidität zur Sprache, die die Sexualität völlig ausklammerte. Der Grund sei Hahns homoerotische Neigung gewesen, die dieser [aber] missbilligt und unterdrückt habe. Golo Mann selbst hatte in Salem seine eigene homoerotische Prägung entdeckt.
Anfang 1925 litt Golo Mann unter einer schweren Depression, die ihn episodisch lebenslang begleitete: „Damals trat der Zweifel ein oder richtiger, brach mit unerhörter Gewalt ein […] Ich wurde von der schwärzesten Melancholie ergriffen.“
Im März 1927 bestand er als „Externer“ wie seine Salemer Mitschüler das Abitur an einem Gymnasium in Konstanz mit der Gesamtwertung „ziemlich gut“. Die Leistungen in Deutsch und Geschichte waren mit „sehr gut“ benotet. Im April 1927 spielte Golo Mann bei einer Theateraufführung in Salem die Rolle des Wallenstein in Schillers Wallensteins Tod – einer Thematik, die ihn fortan immer wieder beschäftigen sollte.

### Studium und Beruf
Nach der Reifeprüfung begann Golo Mann im Sommersemester 1927 offenbar lustlos ein Jura-Studium in München, das er in seinen Erinnerungen nur knapp erwähnt. Die Hochschule erschien ihm als „kalte, anonyme Maschinerie“, unter den anderen Studenten fühlte er sich fremd. Im selben Jahr setzte er seine Studien in Berlin in den Fächern Geschichte und Philosophie fort. Dort lebten sein Onkel Heinrich Mann, Thomas Manns Verleger Samuel Fischer sowie der Familienfreund Bruno Walter. Den hektischen Kulturbetrieb und die Vergnügungsstätten der Großstadt mied er. Er begegnete der Dichterin und Historikerin Ricarda Huch, die sein späteres Werk beeinflussen sollte. Den Sommer 1928 nutzte er zu einem Sprachaufenthalt in Paris und sechs Wochen „echter“ Arbeit im Braunkohlebergwerk von Schipkau in der Niederlausitz, die aufgrund neuer Kniebeschwerden ein abruptes Ende fand.

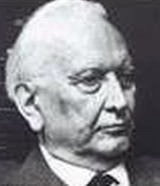
Karl Jaspers

Golo Mann wechselte im Frühjahr 1929 an die Universität Heidelberg. Dort folgte er dem Rat seines akademischen Lehrers Karl Jaspers, in Philosophie zu promovieren und parallel Geschichte und Latein auf Lehramt zu studieren. Ab Herbst 1930 engagierte er sich zudem politisch in der sozialistischen Studentengruppe. Im April 1932 reichte Mann seine Dissertation mit dem Titel Das Einzelne und das Ich in Hegels Philosophie ein. Sie wurde von Jaspers mit dem Prädikat cum laude bewertet. Über diese Bewertung war er sehr enttäuscht. Erhalten ist Golo Manns Dissertation nur in der stark überarbeiteten und gekürzten Version, die 1935 unter dem Titel Zum Begriff des Einzelnen, des Ich und des Individuellen bei Hegel im Druck erschien.
Im Januar 1933 kam Adolf Hitler an die Macht. Für Thomas Mann, der keinen Hehl aus seiner Abneigung gegen den Nationalsozialismus gemacht hatte, und insbesondere für Golo Manns ältere Geschwister Klaus und Erika Mann war dies der Zeitpunkt zur Emigration. Während die Eltern sich auf einer Vortragsreise im Ausland aufhielten, von der sie nicht zurückkehrten, kümmerte sich Golo Mann im April 1933 um das Münchner Haus, organisierte die Ausreise der drei jüngeren Geschwister und brachte das Bankguthaben der Eltern in Sicherheit. Thomas Mann bat seinen Sohn, Bündel an Notizen und Wachstuchheften – sie enthielten die Tagebücher der Zwanziger Jahre – in einem Handkoffer zu verstauen und mittels Bahnspedition nach Lugano (CH) zu senden mit der dringenden Bitte: „Ich rechne mit Deiner Diskretion, daß du nichts von den Dingen lesen wirst.“ Hans Holzner, der Chauffeur der Familie und heimlicher Gefolgsmann Hitlers, erbot sich, den Koffer aufzugeben. Stattdessen übergab er das Gepäckstück der Bayerischen Politischen Polizei. Als es drei Wochen später immer noch nicht angekommen war, lag die Beschlagnahme nahe, und Thomas Mann beschwor den Rechtsanwalt Valentin Heins, alles zu versuchen, um die Sendung auszulösen.
Golo Mann beschreibt die Panik, in die sein Vater geriet: „Sie werden daraus im Völkischen Beobachter veröffentlichen. Sie ruinieren alles, sie werden mich auch ruinieren. Mein Leben kann nicht mehr in Ordnung kommen.“
Heins erreichte in Verhandlungen einige Wochen später die Herausgabe.

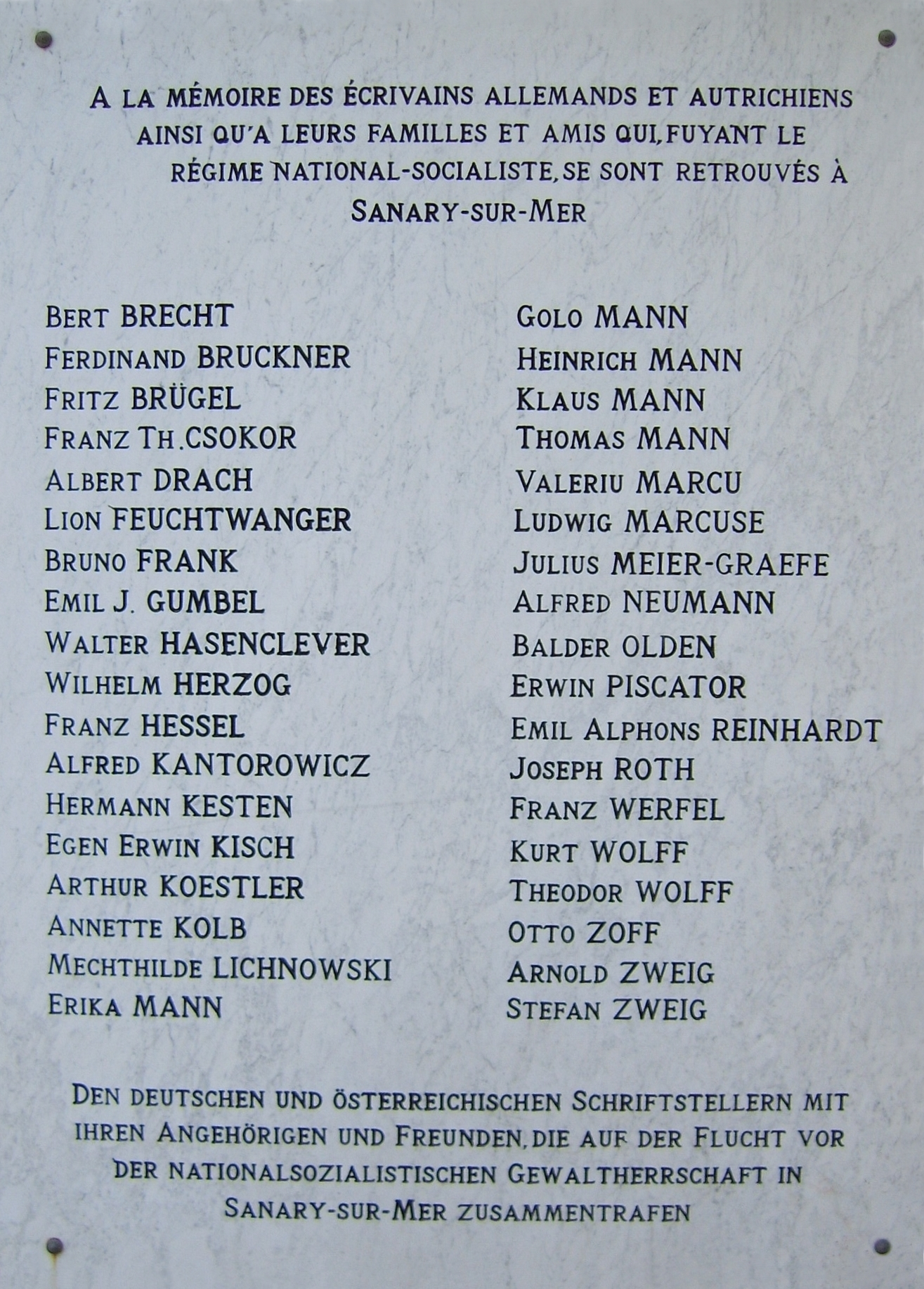
Gedenktafel für die deutschen und österreichischen Flüchtlinge in Sanary, unter ihnen Familie Mann

Die Arbeit für das Staatsexamen in Geschichte mit einem Wallenstein-Thema war bereits eingereicht; zur Prüfung kam es nicht mehr. Golo Mann verließ am 31. Mai 1933 Deutschland in Richtung Bandol, wo sich seine Eltern kurzzeitig aufhielten. Für die Sommermonate kam er nach einem Aufenthalt in einer Pension als Untermieter in der Villa des US-Schriftstellers William Seabrook bei Sanary-sur-Mer unter, weitere sechs Wochen lebte er in der neuen elterlichen Wohnung in Küsnacht am Zürichsee. Schließlich kehrte er nach Frankreich zurück.
Ab November begannen für ihn zwei „intensive, lehrreiche Jahre“ als Lektor für deutsche Sprache an der École normale supérieure in Saint-Cloud bei Paris. Gleichzeitig arbeitete er an der Exilzeitschrift Die Sammlung seines Bruders Klaus mit.

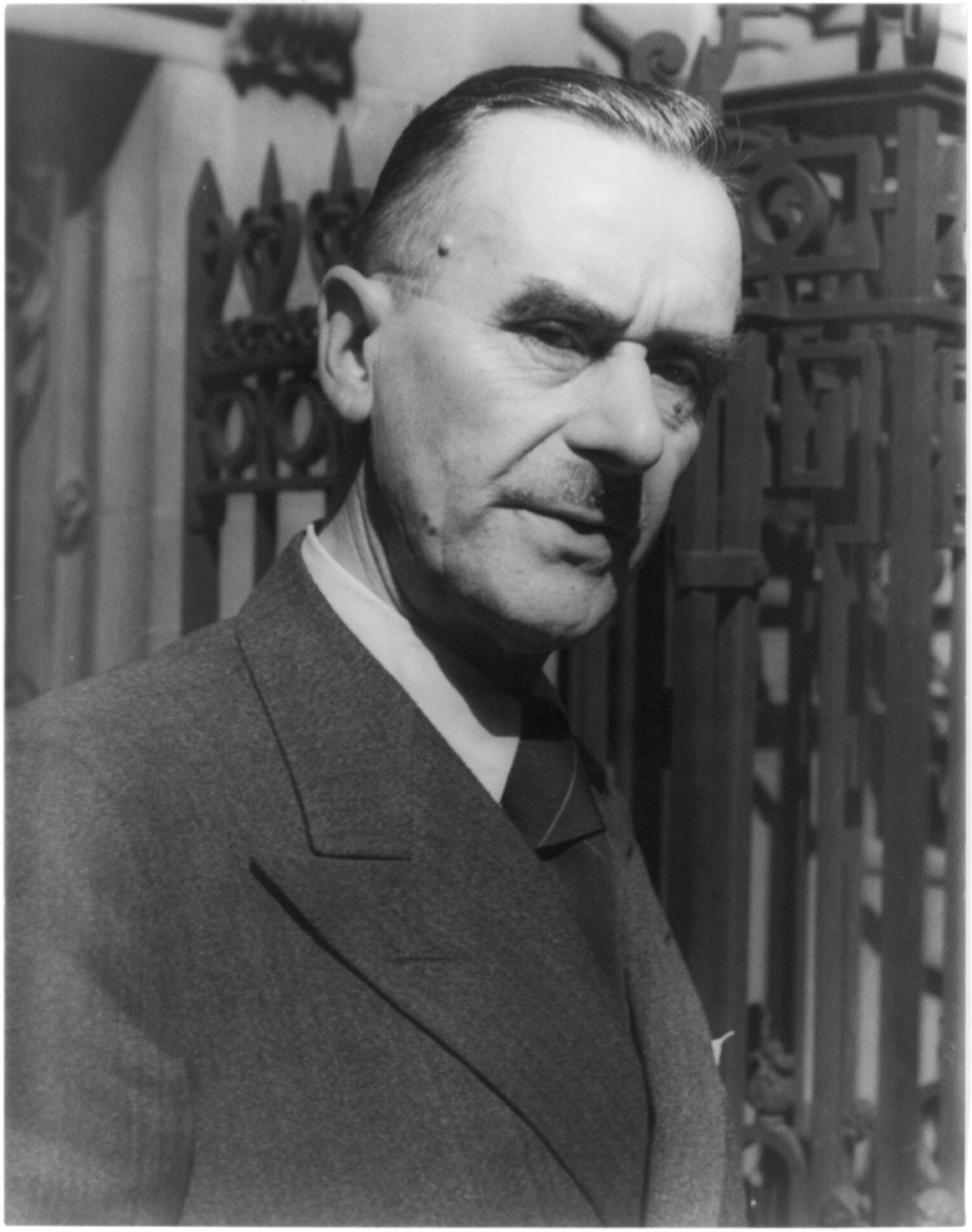
Thomas Mann, Foto von Carl Van Vechten, 1937

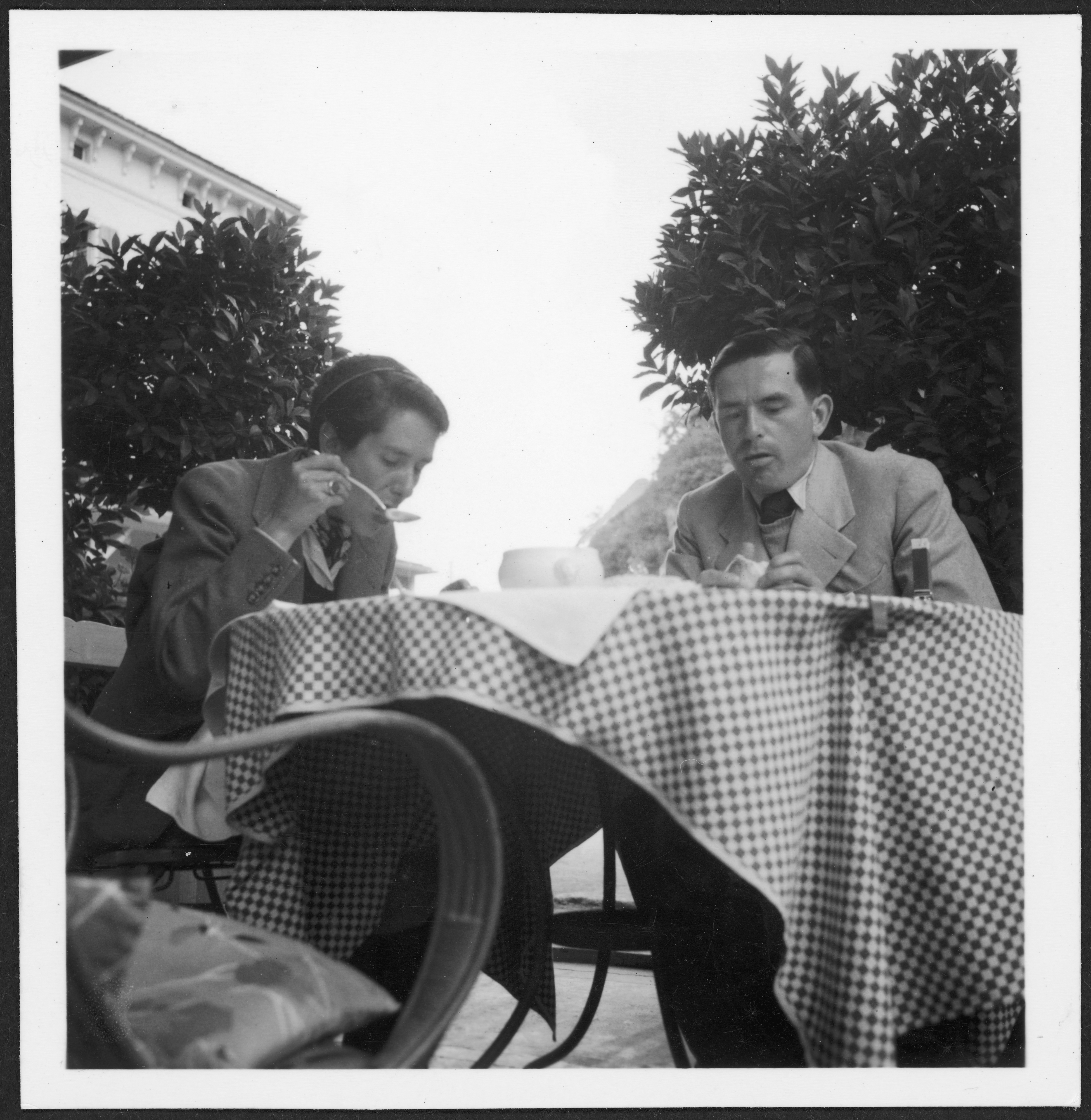
Golo und Erika Mann, Foto von Annemarie Schwarzenbach, 1936

Im November 1935 übernahm Golo Mann ein halbjähriges Lektorat für deutsche Sprache und Literatur an der Universität Rennes. Häufige Aufenthalte in der Schweiz sind ein Indiz dafür, dass sich das schwierige Verhältnis zum Vater entspannt hatte, der den politischen Sachverstand des Sohnes zunehmend zu schätzen gelernt hatte. Dass der Sohn in den Augen des Vaters an Wertschätzung gewonnen hatte, wurde ihm aber erst in vollem Umfang bewusst, als er im Alter an der Herausgabe von dessen Tagebüchern mitwirkte und sich freundlich dargestellt fand.
Die kollektive Aberkennung der deutschen Staatsbürgerschaft sorgte 1936 für zusätzliche Probleme in der Literatenfamilie. Erst der tschechische Textilfabrikant Rudolf Fleischmann, ein Bewunderer von Thomas Mann, ermöglichte diesem und dessen Familie – mit Ausnahme von Erika Mann, die durch die Ehe mit W. H. Auden britische Staatsbürgerin geworden war – die Einbürgerung in seine böhmische Gemeinde Proseč und damit die Verleihung der tschechoslowakischen Staatsbürgerschaft. In Prag lernte Golo Mann an der Universität Tschechisch und veröffentlichte Beiträge in der Neuen Weltbühne. In seinem Tagebuch schilderte er Begegnungen mit Max Brod und Ernst Bloch; mit letzterem war eine Verständigung unmöglich, da sich Golo Mann angesichts der stalinistischen Schauprozesse, die ab 1935 stattfanden, vom Marxismus distanziert hatte. Im Frühling 1937 verließ er Prag und zog nach Zürich.

### Emigration – Soldat in der US Army

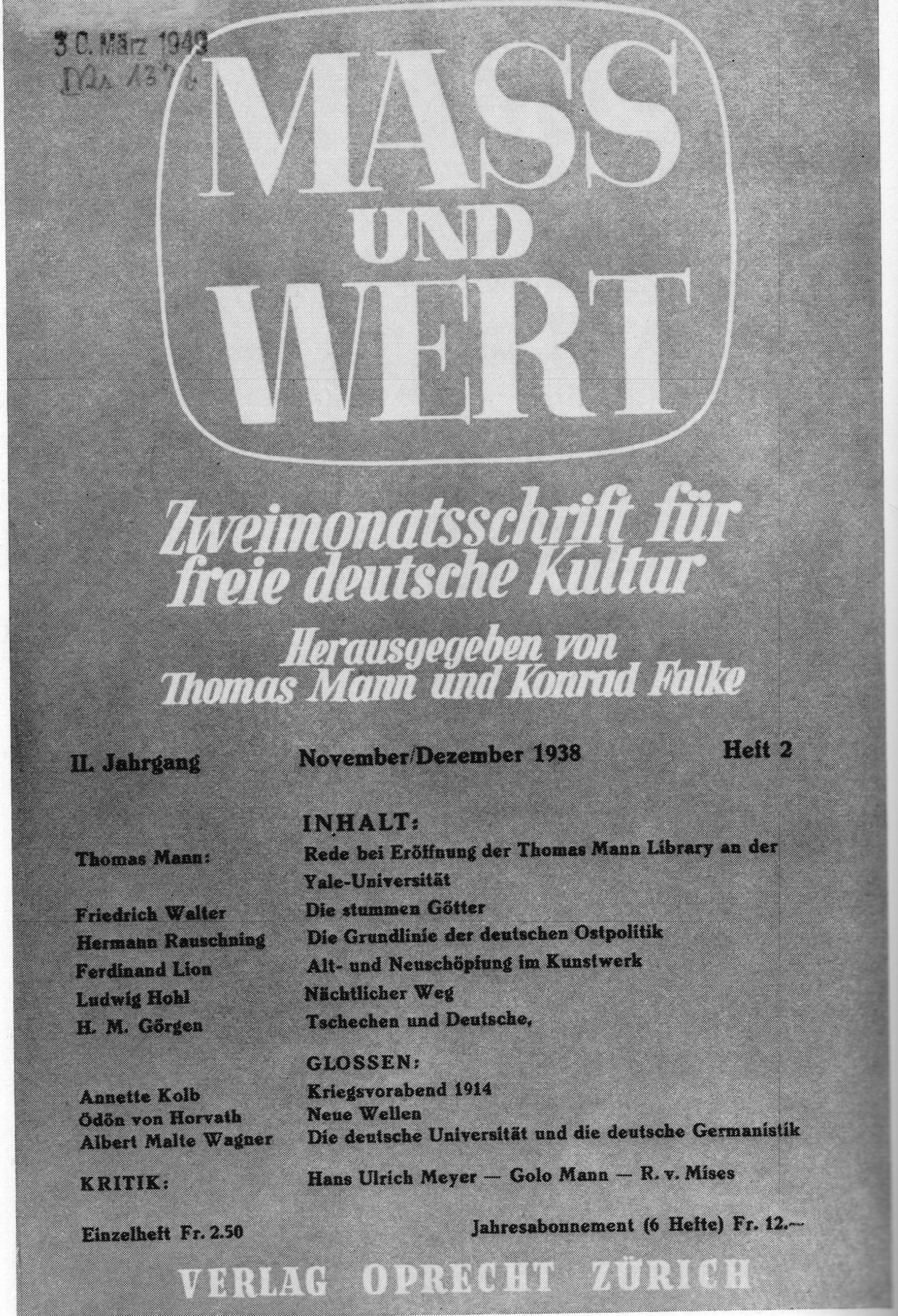
Mass und Wert, Ausgabe vom November/Dezember 1938. Golo Mann ist dort bereits unter „Kritik“ erwähnt.

Anfang 1939 emigrierte Golo Mann nach Princeton, New Jersey, wo sein Vater eine Gastprofessur übernommen hatte. Nach einigem Zögern kehrte er, trotz des sich anbahnenden Kriegsausbruches, im August des Jahres nach Zürich zurück, um nach zahlreichen Beiträgen als Mitarbeiter auf Wunsch seines Vaters im November des Jahres die Chefredaktion der deutschsprachigen Exilzeitschrift Mass und Wert, herausgegeben von Thomas Mann und Konrad Falke, übernehmen zu können. Die Zweimonatsschrift für freie deutsche Kultur erschien von Herbst 1937 bis September 1940 in insgesamt 17 Ausgaben.

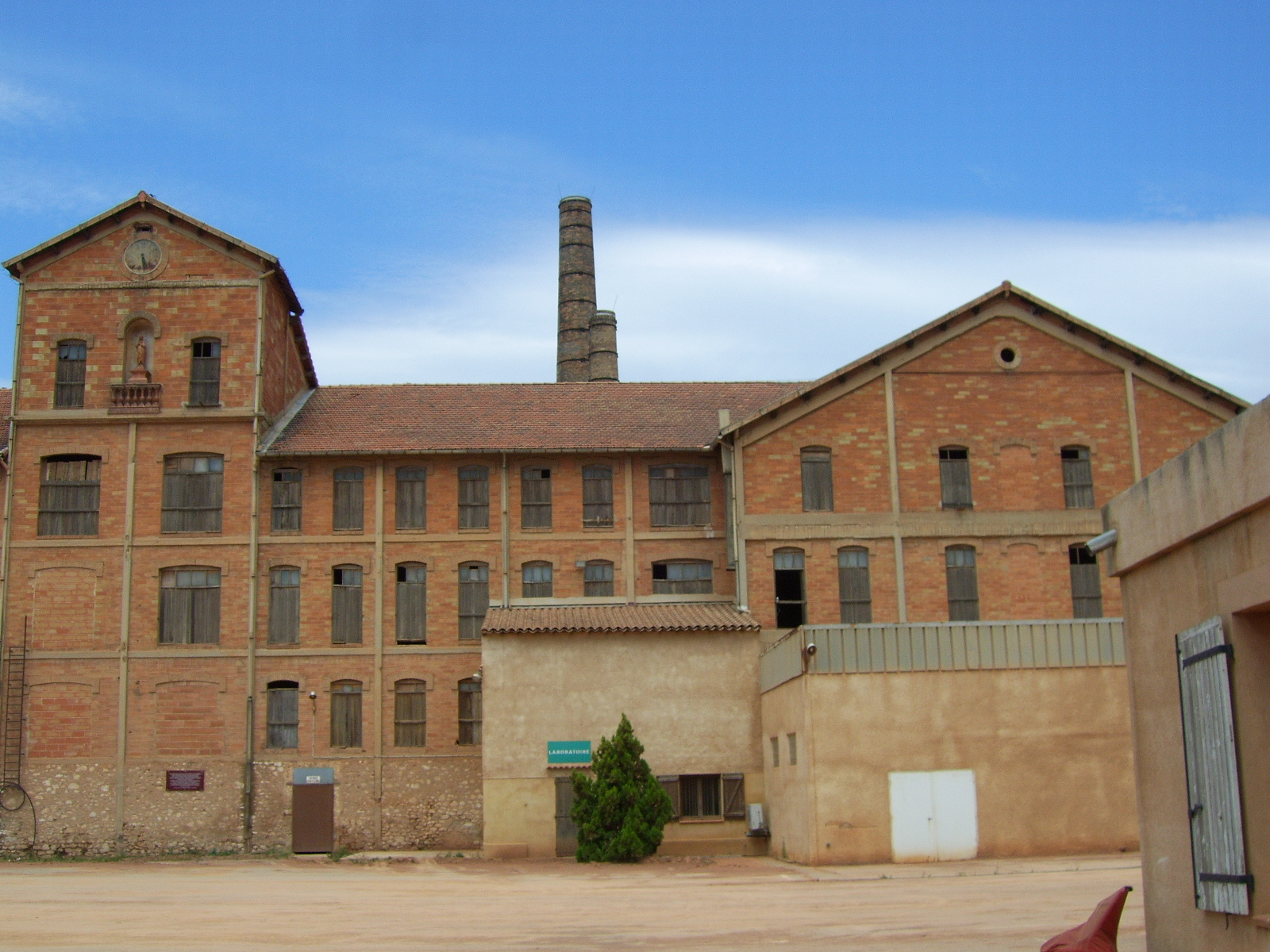
Lagergebäude Les Milles

Adolf Hitlers Feldzug gegen Frankreich im Mai 1940 bewirkte in Golo Mann den Entschluss, sich als Kriegsfreiwilliger einer in Frankreich weilenden tschechischen Einheit anzuschließen und gegen die deutschen Invasoren zu kämpfen. Doch unmittelbar nach Grenzübertritt wurde er bei Annecy festgenommen und Anfang Juni ins Internierungslager Camp des Milles bei Aix-en-Provence überführt. Anfang August kam er auf Intervention der US-Hilfsorganisation Emergency Rescue Committee frei, die Thomas Mann kontaktiert hatte. Es war gelungen, Golo und seinen Onkel Heinrich Mann sowie Franz Werfel auf eine Prominentenliste zu setzen, deren Emigrationsgesuche bevorzugt behandelt wurden. Am 13. September unternahm er mit seinem Onkel Heinrich, dessen Ehefrau Nelly sowie Alma Mahler-Werfel und Franz Werfel die waghalsige Flucht von Perpignan über die Pyrenäen nach Spanien, die in Heinrich Manns Memoiren Ein Zeitalter wird besichtigt beschrieben wird. Nach der Überfahrt von Lissabon aus kamen sie mit vielen anderen Exilanten, unter ihnen auch Alfred Polgar, an Bord des griechischen Dampfers Nea Hellas am 13. Oktober in New York an. Thomas und Katia Mann waren in den Hafen von Hoboken gekommen, um die Familienmitglieder zu begrüßen.
In der Neuen Welt wohnte Golo Mann zunächst im elterlichen Haus in Princeton, danach im ungeliebten New York, bevor er im Juli 1941 mit den Eltern in das kalifornische Pacific Palisades umzog. Ab Herbst 1942 ergab sich eine zehnmonatige Lehrtätigkeit für Geschichte am Olivet College in Olivet, Michigan.

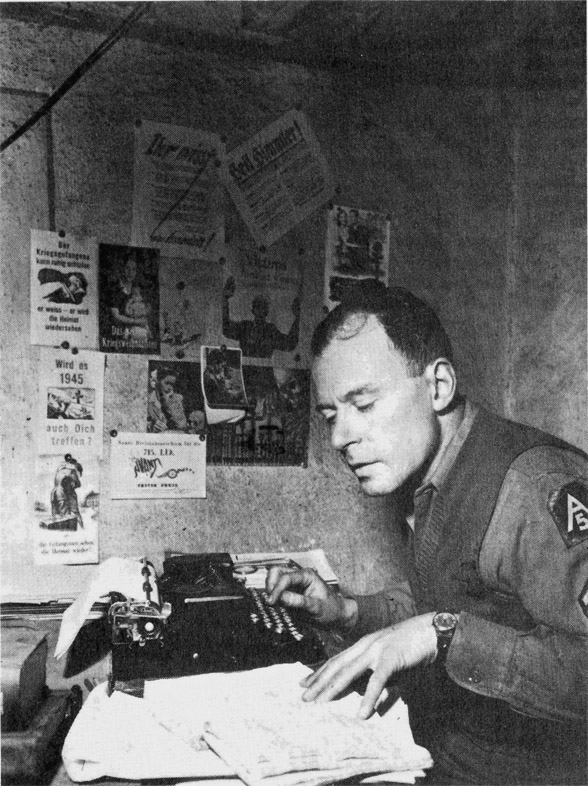
Klaus Mann als US-Sergeant in Italien, 1944

Seinem Bruder Klaus nacheifernd, trat Golo Mann 1943 in die US Army ein. Ab August unterzog er sich der Grundausbildung in Fort McClellan, Alabama; im Dezember übernahm er als neuer US-Staatsbürger eine nachrichtendienstliche Tätigkeit im Office of Strategic Services in Washington, D.C. Es war seine Aufgabe, militärisch wertvolle Informationen zu sammeln und zu übersetzen.
Im April 1944 wurde Golo Mann nach London entsandt, wo er Radio-Kommentare bei der deutschen Abteilung der gerade gegründeten American Broadcasting Station in Europe (ABSiE) sprach und in den letzten Kriegsmonaten zum stellvertretenden Leiter ihres deutschsprachigen Dienstes wurde. Dieser Sender wurde gemeinsam vom amerikanischen Office of War Information (OWI) und britischen Stellen von London aus betrieben. Er strahlte sein deutsches Programm zwischen April 1944 und Juli 1945 aus und richtete sich an die deutsche Hörerschaft, auch um diese von der Aussichtslosigkeit weiterer Gegenwehr vor den heranrückenden Armeen der westlichen Verbündeten zu überzeugen. Diese Station gab im Januar 1945 erste Informationen zur Anzahl der in Polen von den Nazis ermordeten polnischen Juden bekannt.  Zudem war Golo Mann für den militärischen Geheimsender 1212, ausgestrahlt von Radio Luxemburg, tätig. Im Spätherbst 1945 wurde er nach Bad Nauheim versetzt, um beim Aufbau von Radio Frankfurt mitzuwirken. Bei seinen Reisen durch Deutschland zeigte er sich entsetzt über das Ausmaß der Zerstörung, das insbesondere das alliierte Bombardement hervorgerufen hatte.
Aus Abscheu über „die Taten dieses Siegergesindels“ verließ er im Januar 1946 auf eigenen Wunsch die US-Army. Er behielt vorerst seine zivile Tätigkeit als Kontrolloffizier bei, in der er unter anderem am Nürnberger Kriegsverbrecherprozess teilnahm. Ende 1946 kehrte er in die USA zurück.

### Nachkriegsjahre in den USA und Rückkehr nach Deutschland

#### Buchautor und Publizist – Professor in Claremont und Münster
Im Jahr 1946 erschien Golo Manns erstes größeres Werk, die englischsprachige Biografie Secretary of Europe. The Life of Friedrich Gentz, die 1947 auch auf Deutsch unter dem Titel Friedrich v. Gentz. Geschichte eines europäischen Staatsmannes veröffentlicht wurde.
Von 1947 bis 1958 hatte Golo Mann eine Assistenzprofessur für Geschichte am Claremont Mens College (heute Claremont McKenna College) in Claremont, Kalifornien inne. Im Nachhinein zählte er diese Lehrtätigkeit „zu den glücklichsten meines Lebens“, andererseits klagte er: „Auch sind meine Studenten so höhnisch, unfreundlich und saudumm, wie sie noch nie waren.“
Ab 1952 schrieb Golo Mann Leitartikel für die Zürcher Weltwoche. Deren Feuilletonredakteur und Mitbegründer war Manuel Gasser, bekennender Homosexueller, ein enger Freund, den er seit 1933 kannte und der zudem mit Manns Geschwistern Erika und Klaus befreundet war. Er sah in Gasser eine glücklicher veranlagte Ausgabe seiner selbst und bewunderte dessen Lebensmut und Unabhängigkeit. Gassers Tod im Jahr 1979 bedeutete einen schweren Verlust für ihn.
1954 veröffentlichte Mann sein zweites Buch, Vom Geist Amerikas. Zum Schreiben dieses Werks unterbrach er seinen Aufenthalt in Kalifornien und hielt sich in der Schweiz und in Österreich auf. Am 12. August des folgenden Jahres starb sein Vater Thomas Mann in Kilchberg. Golo Mann schrieb später in einem vertraulichen Brief an Marcel Reich-Ranicki: „Unvermeidlich musste ich seinen Tod wünschen; war aber während seines Sterbens und danach völlig gebrochen; es dauerte Monate, bis ich mich einigermaßen von diesem Verlust erholte. Solche Nester voller Widersprüche sind wir nun einmal …“ Reich-Ranicki hat in seiner Autobiografie das Leiden Golo Manns und seiner Brüder Klaus und Michael an der väterlichen Dominanz thematisiert.
In den Jahren 1956 und 1957 verbrachte er viele Wochen im Gasthaus „Zur Krone“ in Altnau am Bodensee, um dort seine Deutsche Geschichte des XIX. und XX. Jahrhunderts niederzuschreiben. Sie erschien im Juli 1958 als zweibändiges Werk und wurde sofort ein Bestseller. In jenem Jahr kehrte Mann endgültig nach Europa zurück. Er lehrte in den Wintersemestern 1958/59 und 1959/60 als Gastprofessor an der Westfälischen Wilhelms-Universität in Münster. Anlässlich des 200. Geburtstages Friedrich Schillers hielt er 1959 in Marbach den Vortrag Schiller als Geschichtsschreiber, mit dem er aufgrund großer Nachfrage in der Folge durch deutsche Städte tourte.

#### Ordentlicher Professor in Stuttgart
Zum Wintersemester 1960/61 wechselte Golo Mann als ordentlicher Professor für Politische Wissenschaften an die Technische Hochschule Stuttgart, aus der später die Universität Stuttgart hervorging. Für Stuttgart hatte er sich vor allem wegen der Nähe zur Schweiz entschieden. An der Technischen Hochschule wurden keine Studiengänge der Politik- und Geschichtswissenschaften angeboten, sodass Manns Lehrveranstaltungen von Studierenden der Ingenieurs- und Naturwissenschaften im Rahmen eines Studium generale besucht wurden. Dies reduzierte die Betreuungspflichten des Professors, der ohnehin nur eine Vorlesung und eine Übung pro Semester anbieten musste. Die Kehrseite war, dass Mann unter dem mangelnden Interesse der Studierenden litt. Seine beiden Lehrveranstaltungen legte er auf einen Tag, sodass er viel Freiraum für andere Aktivitäten gewann.
Der Erfolg seiner Deutschen Geschichte führte dazu, dass Mann als öffentlicher Intellektueller gefragt war. Er hielt Vorträge, nahm an Radio- und Fernsehsendungen teil und publizierte in der Tagespresse. Seine Themen reichten vom Vater Thomas Mann über geschichtsphilosophische und historische Gegenstände bis zu aktuellen Fragen der Tagespolitik, wobei er sich als Befürworter einer Neuen Ostpolitik profilierte. Seit 1960 erschien zudem die vielbeachtete Neufassung der Propyläen Weltgeschichte, mit der Mann seit 1956 befasst war und die er gemeinsam mit Alfred Heuß und August Nitschke, seinem Stuttgarter Kollegen, herausgab; Golo Mann selbst steuerte Einleitungen und eigene Sachbeiträge bei.
Die Arbeitsüberlastung, die wenig befriedigende Situation an der Hochschule und Ängste vor öffentlichen Auftritten führten in den Stuttgarter Jahren zu einer schweren psychischen Krise Manns, die er mit Medikamenten und Alkohol zu bekämpfen suchte. Am 8. November 1962 kam es zum Zusammenbruch, Mann verbrachte fünf Wochen in der Universitätsklinik Tübingen. Im Januar 1963 kehrte er an seinen Lehrstuhl zurück, kam seinen Verpflichtungen im Sommersemester des Jahres noch nach, dann nahm er unbezahlten Urlaub. 1965 gab er seine Professur offiziell auf.
1961 ließ sich Mann ein Ferienhaus in Berzona im Tessin bauen. Dorthin zog er sich oft zum Schreiben und Wandern zurück. Er war dort Nachbar von Alfred Andersch und Max Frisch.

#### Rezension über Hannah Arendts „Eichmann in Jerusalem“
Wie Golo Mann war Hannah Arendt Schülerin von Karl Jaspers gewesen. Ihr Bericht im New Yorker aus dem Jahr 1963, Eichmann in Jerusalem, über den Eichmann-Prozess, der 1961 in Jerusalem stattgefunden hatte, löste eine Kontroverse zur Thematik des Nationalsozialismus aus. Golo Mann gehörte zu den ersten europäischen Kritikern; seine Rezension erschien unmittelbar vor der Veröffentlichung der deutschen Fassung in der Neuen Rundschau im selben Jahr. Nach Arendts Auffassung war Eichmann kein Ungeheuer und fanatischer Judenhasser, sondern ein gewöhnlicher Mensch mit Organisationstalent, der ehrgeizig und gehorsam, gleichzeitig unbeholfen und dumm, im Verhör den Eindruck eines „Hanswursts“ gemacht habe. Ihre Einschätzung der Persönlichkeit Eichmanns, die These von der Mitschuld der Juden am eigenen Untergang sowie die Beurteilung des Widerstands gegen Hitler lösten bei Golo Mann Empörung aus. Die Kontroverse führte zur endgültigen Entfremdung von seinem Doktorvater Jaspers, der mit Arendt befreundet war.

#### Adorno/Horkheimer-Kontroverse

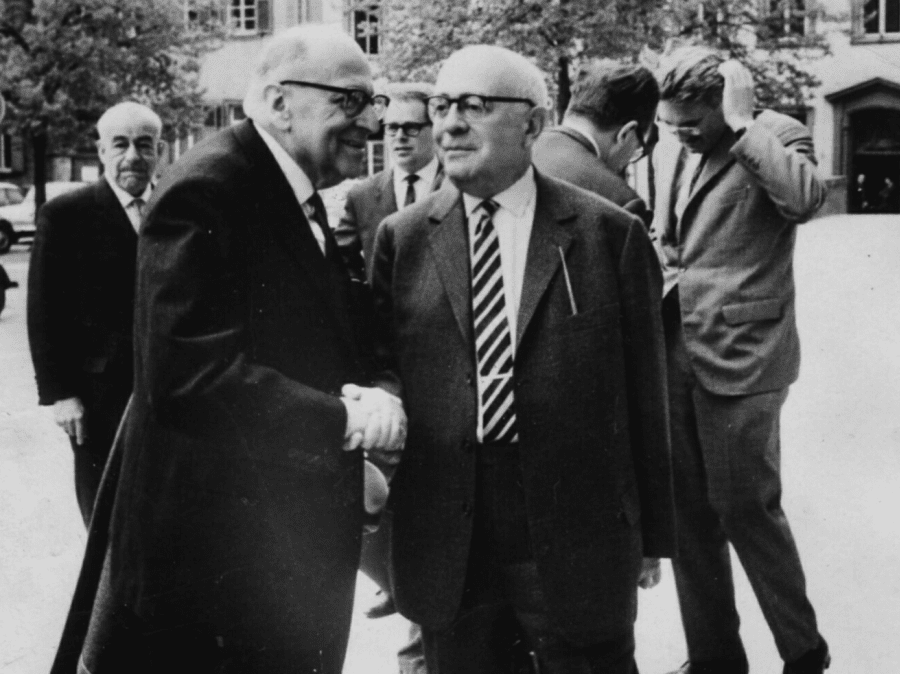
Max Horkheimer (links), Theodor W. Adorno (rechts) und Jürgen Habermas (im Hintergrund rechts) im April 1964 in Heidelberg

Im Jahr 1963 wurde Golo Manns geplante Berufung als ordentlicher Professor an die sozialwissenschaftliche Fakultät der Universität Frankfurt am Main durch die Kollegen Max Horkheimer und Theodor W. Adorno verhindert. Die Professorenstelle erhielt stattdessen der Marxismus-Spezialist Iring Fetscher. In einem Fernsehinterview, das anlässlich seines 80. Geburtstags 1989 geführt wurde, bezeichnete Golo Mann beide als „Lumpen“. Daraufhin protestierten viele deutsche Soziologen, Philosophen und Historiker öffentlich. Golo Mann begründete seine Attacke in der Frankfurter Allgemeinen Zeitung damit, Adorno und Horkheimer hätten ihn beim damaligen hessischen Kultusminister als „heimlichen Antisemiten“ angeschwärzt, nachdem er sich um den Lehrstuhl an der Universität Frankfurt am Main beworben hatte.
Eine Schilderung der Vorgänge gab der Historiker Joachim Fest in seiner Publikation Begegnungen, in der er außer dem schon genannten Antisemitismusverdacht den Hinweis in einem Brief Horkheimers auf Golo Manns Homosexualität und die darauf beruhende Gefährdung der akademischen Jugend erwähnt. Herbert Heckmann habe auf seinen „Eid genommen“, den Brief gesehen zu haben, einen Beweis für den Brief gibt es jedoch nicht. Tilmann Lahme hat die Kontroverse und deren Vorgeschichte, die bereits im amerikanischen Exil begonnen hatte, für seine 2009 erschienene Biografie ausführlich recherchiert. Golo Mann hatte im Juni 1960 im Düsseldorfer Rhein-Ruhr-Club einen Vortrag „Über Antisemitismus“ gehalten, der gekürzt am 2. Juli in der Deutschen Zeitung und Wirtschaftszeitung erschien. Der Soziologe Clemens Albrecht hat Golo Manns Vortrag untersucht und die sachlichen Differenzen hinsichtlich der „Vergangenheitsbewältigung“ (Albrecht) zwischen Mann und der neomarxistischen Frankfurter Schule, vertreten durch Adorno und Horkheimer, herausgestellt. Die gegensätzlichen Auffassungen lägen im Ansatz einer pessimistischen Anthropologie sowie in einer aufklärerischen Systemtheorie.
In den Jahren 1963 bis 1979 war Golo Mann Mitherausgeber und Autor der Literaturzeitschrift Neue Rundschau, die im S. Fischer Verlag erscheint. Die Zusammenarbeit mit dem Verlag, in dem die meisten seiner Werke publiziert wurden, begann bereits im Jahr 1957 mit seinem Beitrag über Außenpolitik im Fischer-Lexikon.

### Freier Historiker und Publizist

#### Umzug in die Schweiz

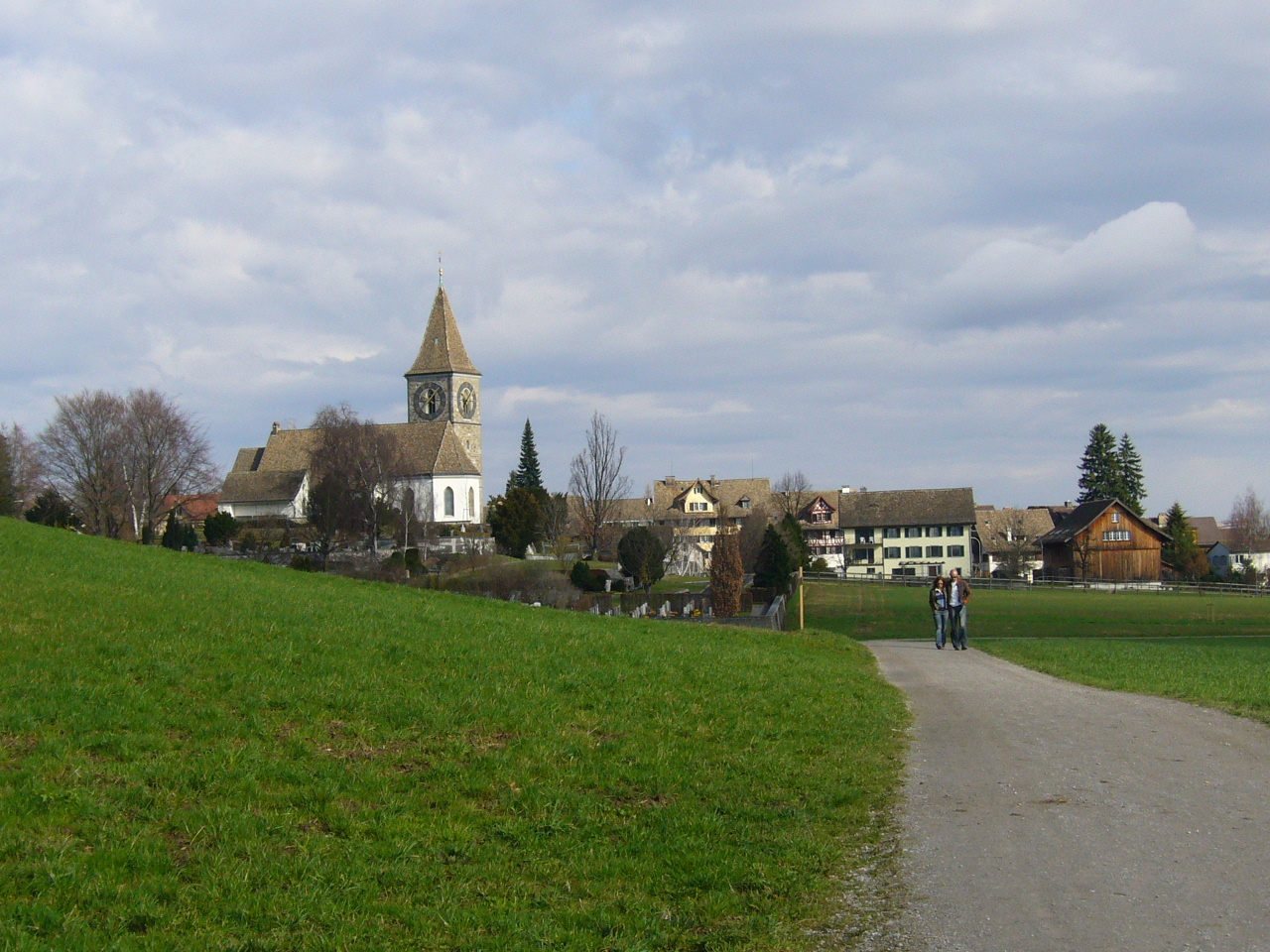
Kilchberg

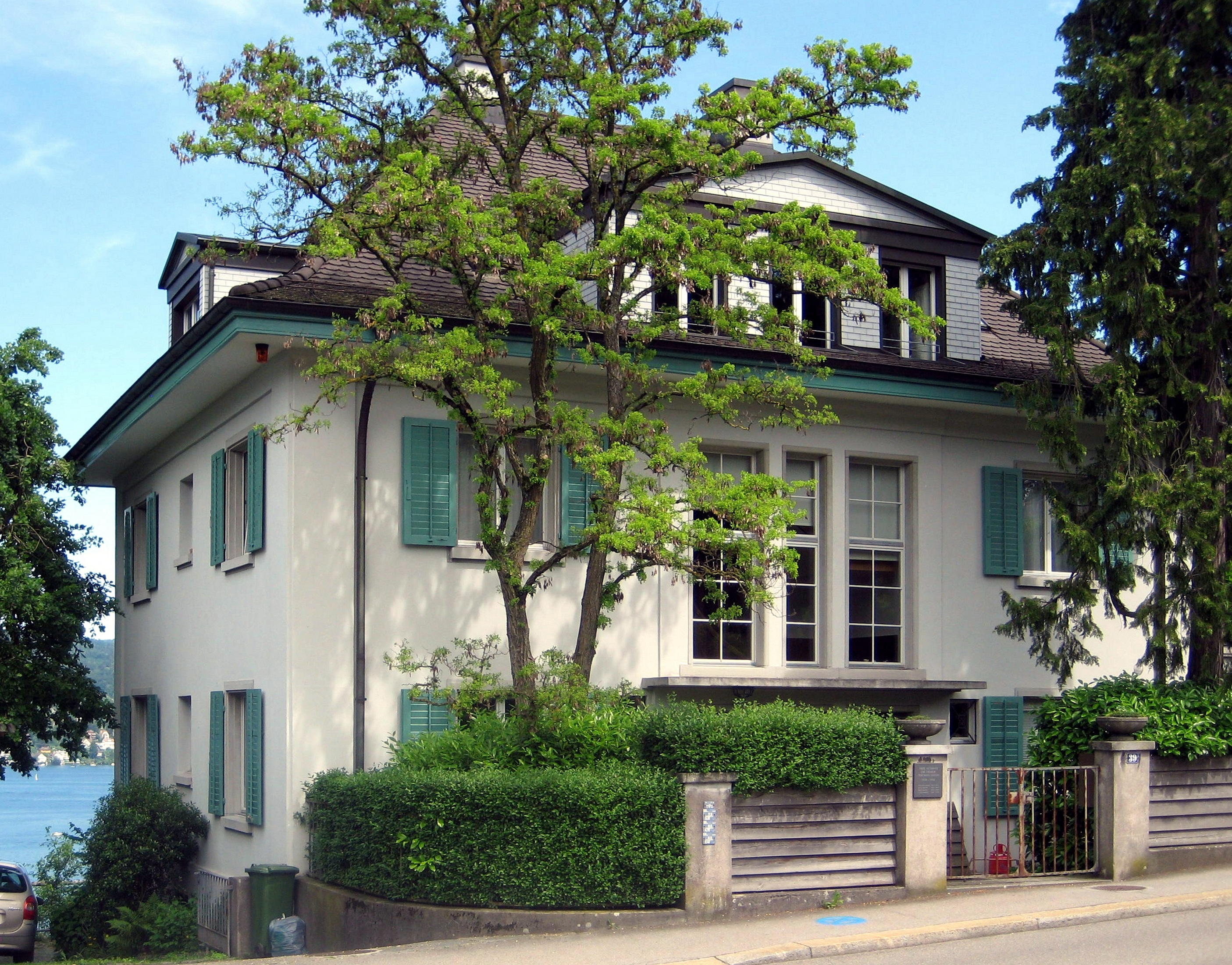
Manns Haus in der Alten Landstrasse 39 (2009). Am Eingang eine Tafel mit den Namen und Wohndaten der Familie

1965 legte Golo Mann die Lehrtätigkeit an der Technischen Hochschule in Stuttgart nieder, um als freischaffender Historiker und Publizist zu arbeiten. Seinen festen Wohnsitz nahm er im Elternhaus in Kilchberg in der Alten Landstrasse 39. Dort lebte er bis 1992, zunächst noch gemeinsam mit der im Alter dement gewordenen Mutter Katia und seiner Schwester Erika Mann. 1968 nahm er die schweizerische Staatsbürgerschaft an.
Die charakterlichen und politischen Unterschiede zu Erika waren beträchtlich; sie wurden gemildert durch zahlreiche Reisen, welche die Geschwister unternahmen, sodass das Elternhaus mehr als Stützpunkt diente. Erika Mann starb im August 1969 und setzte ihren Bruder als Erben ein. Der Vater war in Kilchberg noch immer gegenwärtig. Golo Mann konnte dem Haus erst nach und nach eine eigene Note geben. Ein naher Freund, Hanno Helbling, resümierte: „Man sah ihn leiden in Kilchberg, woran nicht die Ortschaft schuld war […]. Die Schatten gingen um in dem Haus. […] Das Arbeitszimmer des Vaters halb und halb noch erkennbar, von dem Sohn halb und halb übernommen […] Der Salon dagegen in seiner Bürgerlichkeit erhalten unter dem damals noch wachen Auge der Mutter“.
In Cadenabbia, einem Ferienort, den Konrad Adenauer oft besuchte, kam es im April 1966 zur Begegnung mit dem Altbundeskanzler, dessen Kurs der Westintegration und der Aussöhnung mit Israel Golo Mann öfter lobte. Bereits 1963 warf er Adenauer jedoch in der Frage der Wiedervereinigung Unehrlichkeit vor, da dieser oft von ihr gesprochen, aber nie für sie etwas getan habe. Diesbezüglich schrieb er: „Seine Politik war die gradlinigste, offenste, treueste auch nicht. Franzosen und Amerikaner hat er nie betrogen; viel eher das eigene Volk“. Ab 1969 unterstützte er Willy Brandt und dessen neue Ost- und Entspannungspolitik. Er betätigte sich außerdem gelegentlich als Ghostwriter für Brandt.
Wie sein Doktorvater Karl Jaspers und die Zeit-Chefredakteurin Marion Gräfin Dönhoff, mit der er freundschaftlich verbunden war, trat er für einen Dialog zwischen Ost und West ein, um zu den Völkern Osteuropas „Brücken zu schlagen“.
Das Aufkommen und Erstarken der Studentenbewegung empfand er hingegen trotz punktueller Übereinstimmungen als schwerwiegende Bedrohung der Demokratie: „Hört auf, Lenin zu spielen!“ überschrieb er im April 1968 einen Artikel in der Zeit. Der Artikel provozierte Proteste linker Studenten bei der Verleihung des Büchner-Preises 1968 an Mann. Im selben Jahr wurde er bei einer von ihm geleiteten Podiumsdiskussion während der Frankfurter Buchmesse mit demonstrierenden Studenten konfrontiert, was zu einer dezidierten Ablehnung der Bewegung führte. In diesem Sinn wandte er sich 1973 allmählich von Willy Brandt ab, dem er Passivität gegenüber einer kommunistischen Infiltration seiner Partei vorwarf.
Die bereits 50 Jahre lang währende Passion für den böhmischen Generalissimus Wallenstein mündete 1971 in das Erscheinen der monumentalen Biografie Wallenstein. Sein Leben erzählt von Golo Mann, die über 1000 Seiten umfasst. Sie gilt wegen ihrer bildhaften Sprache und ihrer literarischen Qualität als Meisterwerk der erzählenden Geschichtsschreibung.
Im Jahr 1974 leitete er als Nachfolger von Günter Gaus seine eigene Fernsehsendung mit dem Titel Golo Mann im Gespräch mit …. 1976 nahm er zusätzlich zur schweizerischen die deutsche Staatsangehörigkeit an, die ihm unter der nationalsozialistischen Herrschaft aberkannt worden war.

#### „Deutscher Herbst“ 1977
Nach der Ermordung des Generalbundesanwalts Siegfried Buback im April 1977 und des Bankiers Jürgen Ponto im Juli gleichen Jahres erreichte der Terrorismus in Deutschland seinen Höhepunkt. Golo Mann verfolgte die den Rechtsstaat bedrohenden Aktivitäten mit großer Sorge. Er warf der Regierung unter Helmut Schmidt eine Verharmlosung der terroristischen Gefahr vor.
Großes Aufsehen erregte er mit seinem emotionalen Beitrag Quo usque tandem? in der Welt vom 7. September 1977, also in der Zeit des Deutschen Herbstes, in dem er die Möglichkeit der Hinrichtung von Terroristen im Zusammenhang mit der Entführung Hanns Martin Schleyers am 5. September 1977 ansprach. Er definierte den Kampf gegen Terroristen als Krieg und forderte neue Antiterrormaßnahmen. Der Titel des Beitrags war Ciceros Rede gegen Catilina und seine Anhänger entlehnt, die hingerichtet wurden. Sie lautet in den Eingangsworten: Quo usque tandem abutere, Catilina, patientia nostra? („Wie lange noch, Catilina, wirst du unsere Geduld missbrauchen?“).
Dieser Artikel Manns löste unterschiedliche Reaktionen aus. Die kritische Stellungnahme fand Zustimmung beim „Mann auf der Straße“, während viele Intellektuelle im Umkreis der Außerparlamentarischen Opposition Golo Mann als Reaktionär und militanten Rechtskonservativen schalten. Rechtsgerichtete Oppositionsmitglieder wie beispielsweise Franz Josef Strauß bekundeten ihren Beifall. Nach der erfolgreichen Aktion gegen die Entführung der Landshut in Mogadischu im Oktober 1977 nahm Golo Mann seine Kritik an der Bundesregierung zurück und bedankte sich für ihren Einsatz für Recht und Gesetz. Anhaltend weigerte er sich in den folgenden Jahren, den Terrorismus aus gesellschaftlichen und politischen Hintergründen zu erklären und führte ihn vehement auf eine dem Menschen innewohnende „Dämonie des Bösen“ zurück. Mit der mehrfach wiederholten Äußerung, Deutschland befinde sich im Ausnahme- oder Kriegszustand, spielte er in den Augen vieler den Terroristen in die Hände, die sich als legitime Kriegspartei verstanden wissen wollten.
Nicht zuletzt, um der Befehlsgewalt und dem Altersstarrsinn der demenzkranken Mutter zu entgehen, erwarb Golo Mann 1979 ein Haus in Icking bei München. Er beendete den „Heimatversuch“ zwei Jahre später, um nach dem Tod der Mutter 1980 nach Kilchberg zurückzukehren.

#### Einsatz für Franz Josef Strauß

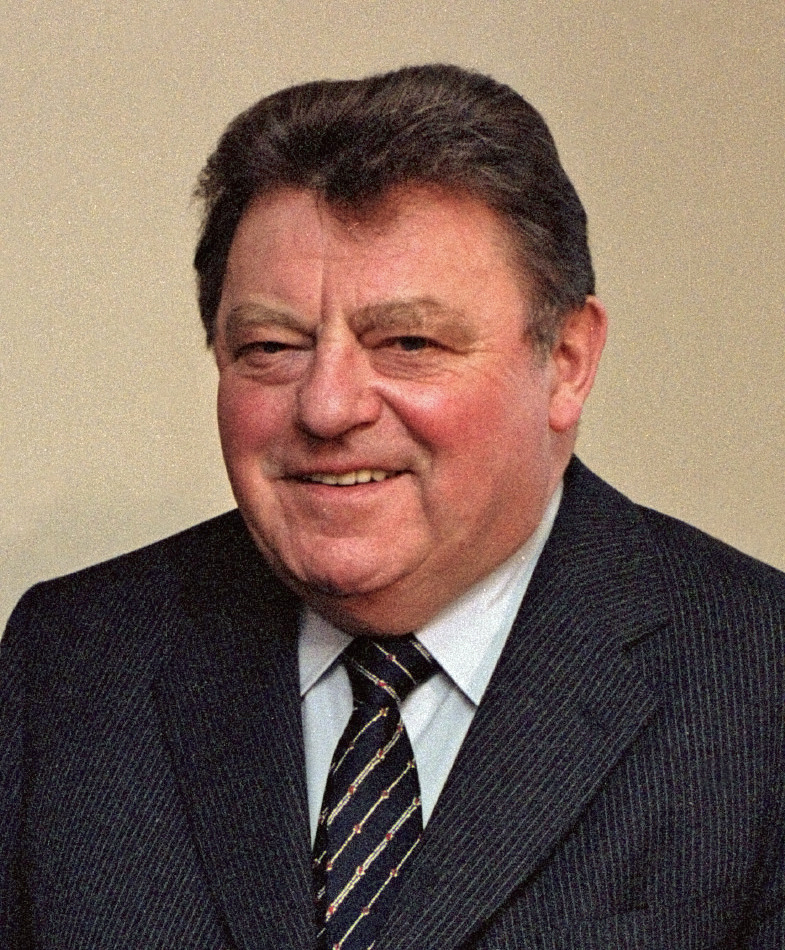
Franz Josef Strauß, 1982

Golo Mann, der sich nach den Ostverträgen von Willy Brandt gelöst hatte, begann sich aufgrund der Studentenunruhen und terroristischen Attentate in Deutschland zunehmend Franz Josef Strauß anzunähern, den er für den Politiker hielt, der die linke Bewegung eindämmen könnte. Bereits 1976 war es zu einem längeren Gespräch anlässlich einer Gedenkfeier zu Adenauers 100. Geburtstag in Bad Honnef gekommen. Ab Juli 1979 betätigte er sich als Wahlhelfer für den Kanzlerkandidaten, indem er Aufrufe unterschrieb, an Veranstaltungen teilnahm, Interviews gab und im Fernsehen auftrat. Gegenüber dem damaligen Generalsekretär der CSU, Edmund Stoiber, hatte er jedoch Vorbehalte, die sich auf dessen Gleichsetzung von Sozialismus und Nationalsozialismus im Wahlkampf der CSU gründeten.
Die Kritik ließ nicht lange auf sich warten. Briefe von Freunden und Bekannten trafen ein, die ihre Verwunderung ausdrückten, so von Hans-Jochen Vogel, Harry Pross, Ernst Klett jr. und Arnulf Baring. An Letzteren schickte Golo Mann die Begründung, Strauß sei für die deutsche Intelligenzija ein „underdog“, und bemerkte: „Ich war immer, zeit meines Lebens, für die ‚underdogs‘; darum war ich für die Sozialdemokraten, leidenschaftlich 1929–1933, und darum war ich auch in den fünfziger Jahren für sie, als Adenauer sie recht hässlich behandelte.“
Für den Auftritt in einer Fernsehsendung im Januar 1980 erhielt Mann ein negatives Presseecho. So schrieb der Stern unter dem Titel Mannomann: „In einer peinlichen Fernsehsendung ließ er sich sogar als Strauß-Stichwortgeber und Kopfnicker vorführen“. Die satirische Zeitschrift Titanic erklärte ihn zur „Pfeife des Jahres“, nachdem er im Jahr davor zum Pfeifenraucher des Jahres gewählt worden war.
Golo Mann notierte im Tagebuch unter dem Datum 5. Februar 1980: „Das Ganze wird mir bekommen wie die „Daily-Telegraph-Affäre“ dem Kaiser Wilhelm“.

#### Tod des Freundes Hans Beck – Besuch der DDR
Im Jahr 1986 starb ein enger Freund Golo Manns, Hans Beck-Mann (* 1936) – ein Apotheker bei der Bayer AG in Leverkusen –, den er 1955 kennengelernt und finanziell beim Studium unterstützt hatte, an Porphyrie. An dieser schweren Stoffwechselerkrankung hatte Beck-Mann jahrelang gelitten. 1964, so berichtet Manns Biograf Tilmann Lahme, „erklärte ihm Hans Beck, er werde Vater und wolle seine Freundin heiraten … Ein schwerer Schock für Golo Mann“. Der Historiker adoptierte Beck, fortan Beck-Mann, im Jahr 1972; dessen Familie blieb ihm auch über Hans Becks Tod hinaus eng verbunden.
Unterdessen hob die DDR Anfang 1989 die jahrelange Ächtung Golo Manns auf. Diese hatte bestanden, weil seine Deutsche Geschichte als gezielt antimarxistisch beurteilt worden war. Bücher, die er in die DDR gesandt hatte, waren regelmäßig retourniert worden. Aus Anlass der Erstveröffentlichung des Wallenstein in der DDR hielt er im April 1989 auf Einladung des SED-Kulturministers Hans-Joachim Hoffmann erste Lesungen. Als die Zeichen der Zeit nur ein Jahr später auf Wiedervereinigung standen, reagierte er distanziert: „Keine Freude an der deutschen Einheit. Sie werden wieder Unsinn machen, wenngleich ich es nicht erlebe.“

### Letzte Jahre
Im März 1990 erlitt Golo Mann nach einem Vortrag einen Herzinfarkt und bekam einen Schrittmacher eingesetzt. Im selben Jahr diagnostizierten die Ärzte bei ihm Prostatakrebs. Aufgrund seiner angegriffenen Gesundheit übersiedelte er 1992 nach Leverkusen, wo er von seiner Schwiegertochter Ingrid Beck-Mann (einer ausgebildeten Krankenschwester) betreut und gepflegt wurde. Wenige Tage vor seinem Tod bekannte er sich in einem Interview gegenüber dem Reporter Wolfgang Korruhn zu seiner Homosexualität, die er jedoch aus Angst vor Repressalien nie nennenswert ausgelebt habe.
„Ich hab’ mich nicht oft verliebt. Ich hab’ es sehr oft für mich behalten, das war vielleicht ein Fehler. Es war ja auch verboten, selbst in Amerika, und man musste schon ein bisschen achtgeben.“

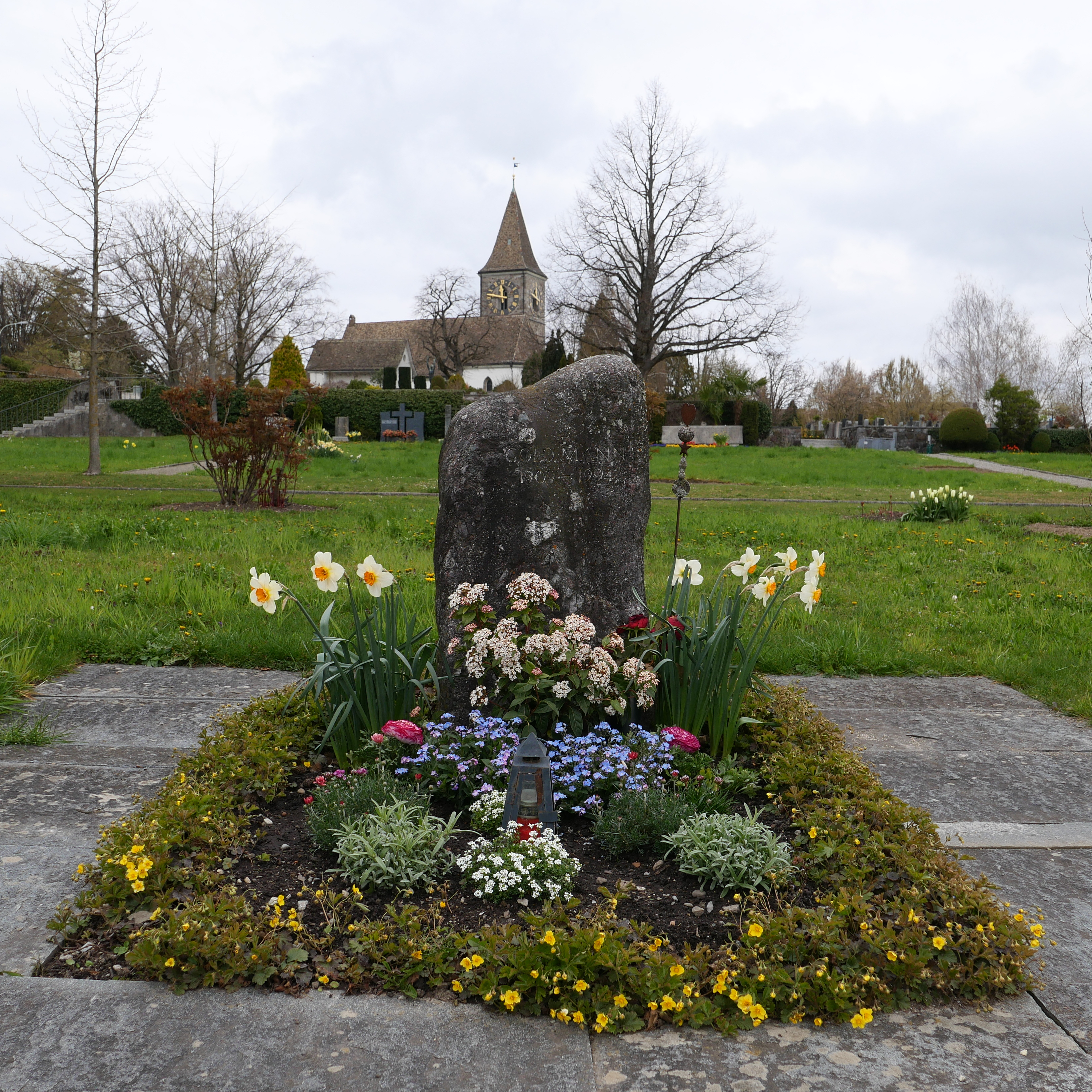
Die Grabstätte Golo Manns auf dem Friedhof in Kilchberg

Nach Tilmann Lahmes Biografie hat Golo Mann seine Homosexualität zwar weniger offen ausgelebt als sein Bruder Klaus, hatte jedoch seit seiner Studentenzeit Liebesbeziehungen. Im New Yorker Exil lebte er einige Zeit in Wohngemeinschaft mit W. H. Auden, Benjamin Britten, Paul und Jane Bowles sowie dem Tenor Peter Pears.
Golo Mann starb kurz nach seinem 85. Geburtstag am 7. April 1994 in Leverkusen. Die Urnenbeisetzung fand zwar auf dem Friedhof in Kilchberg statt, auf Wunsch des Verstorbenen jedoch in einem Reihengrab abseits des Familiengrabes. An der Trauerfeier nahmen gegen den Willen des Verstorbenen, der keine Beteiligung von Blutsverwandten an seiner Beisetzung gewünscht hatte, seine Schwester Elisabeth Mann Borgese sowie seine Neffen Frido und Antony Mann teil. Golo Mann hatte sich aufgrund eines Prozesses um das Erbe von Monika Mann, die wie er von Ingrid Beck-Mann in ihrem Haus aufgenommen worden war, mit seiner Familie zerstritten.

## Beziehung zum Vater, Persönlichkeit
„Golo Mann was born as a ‚son‘; did not like it; could not help it.“

„Golo Mann wurde als ‚Sohn‘ geboren; mochte es nicht; konnte es nicht ändern.“

Golo Mann litt von Kindheit an – wie seine Geschwister mit Ausnahme von Elisabeth – unter der autoritären Haltung und der Berühmtheit des Vaters. Manns Biograf Urs Bitterli zitiert aus Golo Manns Tagebuch unter anderem die Textstellen „Was hatten wir doch für eine elende Kindheit“ und aus der Einleitung zu Vom Geist Amerikas „Insbesondere leugne ich nicht, dass ich gewisser Seiten meiner deutschen Kindheit und Jugend mich heute nur mit Grausen erinnern kann“. Das väterliche Arbeitszimmer durfte von den Kindern nicht betreten werden, bei Tisch schwiegen sie meistens. Besonders in der Zeit des Ersten Weltkriegs, als Thomas Mann mit der Niederschrift seines Werks Betrachtungen eines Unpolitischen beschäftigt war, reagierte er empfindlich und gereizt. In seinem Tagebuch von 1920 notierte Thomas Mann: „Golo, mehr und mehr problematischer Natur, verlogen, unreinlich und hysterisch, reizt K. [Katia] sehr und war mittags und abends in Strafe.“
Erst in den 1930er-Jahren entspannte sich das Verhältnis, als Thomas Mann die Mitarbeit seines Sohns an der Exilzeitschrift Mass und Wert zu schätzen lernte. Nach dem Tod des Vaters 1955 versuchte Golo Mann, mit der 1958 veröffentlichten Deutschen Geschichte des 19. und 20. Jahrhunderts aus dessen Schatten herauszutreten. Dies gelang ihm besser als seinen Brüdern. Der Thomas-Mann-Forscher Hans Wysling resümierte allerdings anlässlich Golo Manns 80. Geburtstags: „[…] Da war er nun Herr Professor Dr. Golo Mann, und doch nannten ihn alle, die von ihm sprachen, Golo. Er war ein berühmter alter Mann und war doch Sohn geblieben“. So sah es auch der Historiker selber, er haderte noch im hohen Alter mit seinem Schicksal, das ihn zum Sohn Thomas Manns gemacht hatte, wie aus seiner privaten Korrespondenz hervorgeht.
Der Herausgeber des Werkes Die Kinder der Familie Mann, Uwe Naumann, beschreibt in seinem Vorwort, dass Golo Manns Wesen von seinen Mitmenschen als düster und melancholisch empfunden wurde, seine Haltung als konservativ und pessimistisch. Er habe sich nicht wie seine Geschwister Erika und Klaus am Widerstand gegen Hitler aktiv beteiligt, obgleich er unter dem Zeitgeschehen wie sie gelitten habe. Golo Mann habe betont, wie er von den Ereignissen des 20. Jahrhunderts geprägt worden sei: „Wer die dreißiger und vierziger Jahre als Deutscher durchlebt hat, der kann seiner Nation nie mehr völlig trauen […] Der wird, wie sehr er sich auch Mühe geben mag und soll, in tiefster Seele traurig bleiben, bis er stirbt.“
Hans Woller schrieb eine Rezension zu Tilmann Lahmes Biografie und zitiert daraus unter anderem Golo Manns Leiden am übermächtigen, steril-kalten Vater und an der maskulin-herrischen Mutter sowie die Ängste, Phobien und Depressionen, die ihn periodisch lähmten und die er zeitweise durch Alkohol und Tabletten einzudämmen versuchte. Lahme habe in seinem Buch auch neue Erkenntnisse über Golo Mann als „homo politicus“ und engagierter Zeitgenosse gebracht. So habe dieser sich schon als Schüler in Salem für Politik und gesellschaftliche Fragen interessiert und sich später als eigenständiger politischer Kopf vor allem in der Auseinandersetzung mit Hitler und dem Nationalsozialismus um ein eigenes Urteil bemüht. Als junger Mann sei er „weit nach links [ge]drifte[t]“ und habe sich einer linksradikalen Studentengruppe angeschlossen; die „demokratische Läuterung“, die nach 1933 einsetzte, habe jedoch rasch zum vollständigen Bruch mit Marx geführt. Golo Mann habe sich früh für eine neue Ostpolitik und eine Aussöhnung mit Polen eingesetzt und sich nicht gescheut, unbequeme Forderungen zu erheben. Doch habe er sich zudem von Ressentiments und Stimmungen leiten lassen. Als Beispiele nennt Woller seine wohlwollenden Urteile über Francos Spanien, sein Eintreten für Hans Filbinger im Marinerichterskandal und sein stark kritisiertes Engagement für Franz Josef Strauß im Wahlkampf.

## Nachlass

### Verkauf des Kilchberger Hauses

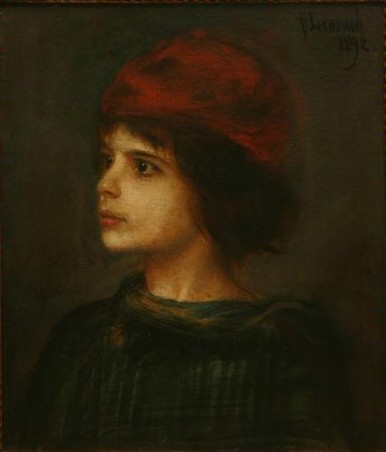
Franz von Lenbach: Porträt von Katia Pringsheim, 1892

Golo Manns im Jahr 1992 verstorbene Schwester Monika hatte ebenfalls ihr letztes Jahr in Leverkusen, im Haus von Golo Manns Schwiegertochter, Ingrid Beck-Mann, verlebt, der Frau seines verstorbenen Liebhabers und Adoptivsohns Hans Beck-Mann. Ingrid Beck-Mann wurde Erbin des Besitzes ihres Adoptiv-Schwiegervaters und erhielt durch eine testamentarische Verfügung zusätzlich das Vermögen von Monika Mann. Sie verkaufte 1995 das Haus in Kilchberg, das 40 Jahre im Besitz der Familie Mann gewesen war, ohne Rücksprache mit den Familienangehörigen gehalten zu haben.
Zum Inventar des Hauses, das Ingrid Beck-Mann teilweise als Erbin Golo Manns mit nach Leverkusen genommen hatte, gehörten beispielsweise drei Gemälde Franz von Lenbachs: Porträts von Katia Pringsheim, der späteren Mutter Golo Manns, ihrer 1942 in Zürich verstorbenen Mutter Hedwig Pringsheim sowie ihrer Großmutter, der Frauenrechtlerin Hedwig Dohm. Die Gemälde wurden im Jahr 2006 vom Thomas-Mann-Archiv der ETH Zürich erworben. Andere Objekte aus dem Haus, wie etwa das Kindertagebuch, in dem Katia Mann die Entwicklung des kleinen Golo festhielt, oder verschiedene Bücher aus der Familienbibliothek lagen Golo Mann noch vor, sind aber heute nicht mehr nachweisbar.

### Nachlass im Schweizerischen Literaturarchiv
Golo Manns Nachlass wird im Schweizerischen Literaturarchiv in Bern aufbewahrt. Er umfasst unter anderem Manuskripte, Briefe, Beiträge in Büchern, Zeitungen, Zeitschriften, Radio und Fernsehen und Vorträge sowie seine Privatbibliothek und Objekte, wie beispielsweise Gemälde, Schreibmaschine und Koffer.

## Golo-Mann-Preis
Seit 2013 vergibt die 2010 in Wiesbaden gegründete „Golo Mann-Gesellschaft“ mit Sitz im Lübecker Buddenbrookhaus alle zwei Jahre den mit 15.000 Euro dotierten Golo-Mann-Preis für Geschichtsschreibung. Die Alfried Krupp von Bohlen und Halbach-Stiftung ermöglicht den Preis und die Preisverleihung. Die „Golo Mann-Gesellschaft“ setzt eine Jury ein, die Empfehlungen für die Preisvergabe ausspricht. Ausgezeichnet werden „deutschsprachige Autorinnen und Autoren, die einen substanziellen Beitrag zur geschichtswissenschaftlichen Forschung geleistet haben und deren Werk zugleich literarischen Ansprüchen genügt“. Der erste Preisträger im Herbst 2013 war Volker Reinhardt für sein Werk Machiavelli oder Die Kunst der Macht. Eine Biographie. (München 2012). Der Preisträger 2015 war der Historiker Werner Dahlheim für sein Werk Die Welt zur Zeit Jesu und 2017 erhielt den Preis der Zeithistoriker Martin Sabrow für seine Biografie Erich Honecker – Das Leben davor.

## Werke (Auswahl)
„Daß ich im Grunde ja doch zum Schriftsteller bestimmt war, sei es auch nur zum historisierenden, ein wenig philosophierenden, verbarg ich mir manche Zeit; unbewußt wohl darum, weil ich meinem Bruder Klaus nicht ins Gehege kommen und weil ich den Tod meines Vaters abwarten wollte.“

Golo Mann wäre gern Schriftsteller wie sein Vater Thomas und sein Bruder Klaus geworden. Er entschied sich jedoch dazu, hauptsächlich Themen aus dem geschichtlichen Bereich zu wählen, und wurde als „literarischer Historiker“ einer der populärsten deutschen Autoren in diesem Genre; die Gesamtauflage seiner Bücher beträgt über zwei Millionen Exemplare.
Unter dem Pseudonym Michael Ney beschrieb er in der Erzählung Vom Leben des Studenten Raimund in autobiografischen Bezügen seine erste Depression und die nicht erwiderte Liebe zu Raimunds Freund Jerome. Die Erzählung erschien 1928 in der Anthologie jüngster Prosa, die Klaus Mann als Mitherausgeber betreute. Tilmann Lahme hat diese Erzählung während der Arbeit an seiner Biografie wiederentdeckt und sie in einem zusätzlichen Band mit dem Titel Man muss über sich selbst schreiben im Jahr 2009 veröffentlicht. Weiterhin enthält der Band neben der historischen Novelle Lavalette Radioansprachen an die Deutschen für den US-Rundfunk (1944–1945), Manns Positionen zur deutschen Ostpolitik und Porträts über seine Familienmitglieder, über John F. Kennedy, Willy Brandt sowie Charles de Gaulle.
Sein Erstlingswerk als Buchautor war das historische Werk Secretary of Europe. The Life of Friedrich Gentz, das Mann zunächst in deutscher Sprache verfasst hatte und dann 1946 in den USA ins Englische übersetzt veröffentlicht wurde. Ein Jahr später folgte die deutsche Ausgabe im Europa Verlag von Emil Oprecht in Zürich unter dem Titel Friedrich v. Gentz. Geschichte eines europäischen Staatsmannes. Golo Mann lässt in seinem ersten Buch über den Berater Metternichs Grundzüge einer pessimistischen Geschichtsphilosophie erkennen, die an eine Evolution im Verlauf der Geschichte nicht glaubt. Menschliche Unzulänglichkeit wiederhole sich in der Politik immer wieder, der Einfluss des Einzelnen auf die Macht sei begrenzt. Das Erstlingswerk ist, so der Autor, wie sein späterer Wallenstein „[…] eine Geschichte vom Elend der Politik, vom Scheitern des politischen Menschen.“
Als zweites Werk erschien 1954 Vom Geist Amerikas als Urban-Taschenbuch im Kohlhammer Verlag, das eine Schilderung der Vereinigten Staaten aus europäischer Sicht bietet. Die „Einführung in amerikanisches Denken und Handeln im zwanzigsten Jahrhundert“ bringt in essayistischer Form einen geschichtlichen Abriss der Innen- und Außenpolitik sowie eine Auseinandersetzung mit der Philosophie des Landes, die sich kritisch mit der McCarthy-Ära auseinandersetzt. Golo Mann schildert in seinem Buch die USA als ein Land voller Widersprüche. Er resümiert: „Noch immer sehe ich Amerika mit den Augen des Europäers. Umgekehrt aber sehe ich Europa mit amerikanischen Augen und vieles, was mir hier ehedem natürlich erschien, erscheint mir heute eng, künstlich und unerträglich.“ Er führt aus, dass er sich an gewisse Seiten seiner deutschen Kindheit und Jugend „nur mit Grausen“ erinnert.
Golo Manns bekanntestes Werk ist die von der Büchergilde Gutenberg 1953 in Auftrag gegebene Deutsche Geschichte des XIX. und XX. Jahrhunderts. An dieser arbeitete er in den Jahren 1956/57, sie wurde als zweibändige Buchausgabe mit über 1000 Seiten 1958 erstmals veröffentlicht. Sie enthält eine in zwölf Kapitel gegliederte Übersicht über die Geschichte Deutschlands, beginnend mit der Zeit der Französischen Revolution, und knüpft an Ricarda Huchs dreibändiges Werk zur deutschen Geschichte an, das in den Jahren zwischen 1934 und 1949 erschienen war. Golo Mann stellte die Geschichte Deutschlands in den Zusammenhang der europäischen Geschichte bis hin zur Gegenwart und unterbrach damit die damalige Historikertradition, die aufgrund der „mangelnden Distanz“ der Zeitgeschichte auszuweichen pflegte. Es ist vor allem eine Geschichte des deutschen Geistes. Innen- und Wirtschaftspolitik und die Untersuchung gesellschaftlicher Strukturen treten darin zurück. Der Historiker brachte die großen Philosophen wie Immanuel Kant, Dichter wie Heinrich Heine und politische Persönlichkeiten wie Karl Marx und Otto von Bismarck in den Kontext der großen Umwälzungen des 19. und 20. Jahrhunderts. Das Werk entwickelte sich zum historischen Standardwerk und erscheint bis in die Gegenwart in Neuausgaben.
In den Jahren 1960 bis 1964 war Golo Mann Mitherausgeber der Propyläen Weltgeschichte – Eine Universalgeschichte von den Anfängen bis zur Nachkriegszeit zusammen mit Alfred Heuß und August Nitschke. In dieser Zeit erschienen zehn Bände im Propyläen Verlag. Er betreute neben der Geschichte des Mittelalters hauptsächlich die Geschichte der Neuzeit.

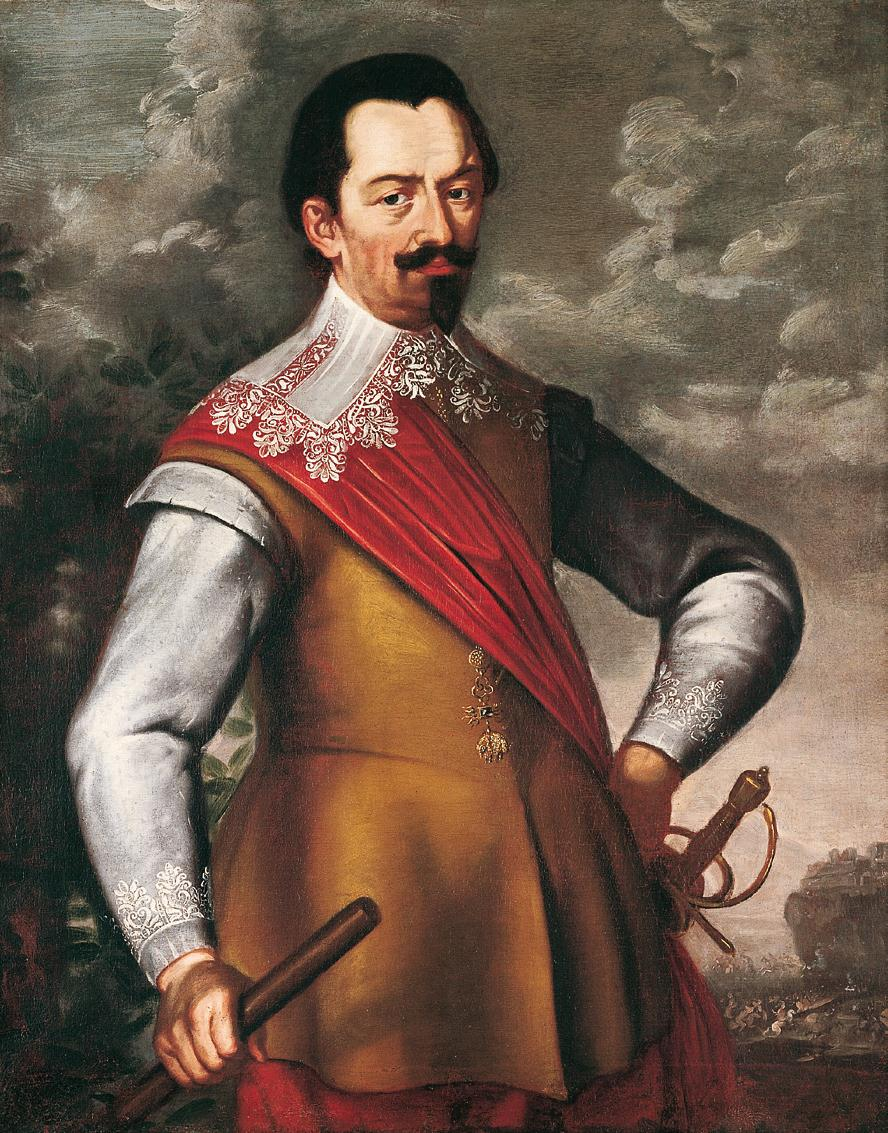
Albrecht von Wallenstein

Die Veröffentlichung der historischen Biografie Wallenstein. Sein Leben erzählt von Golo Mann 1971 geriet zu einem der größten Bucherfolge in der zweiten Hälfte des 20. Jahrhunderts in Deutschland. Hanno Helbling betitelte seine Rezension über das umfangreiche Werk in der Neuen Zürcher Zeitung mit „Meisterwerk der Geschichtsschreibung“. Der Übersetzer und Thomas-Mann-Kenner Peter de Mendelssohn erklärte, das Werk sei von einer „geradezu hexerischen Identität von Biographie und Historiographie“, während Golo Mann eine Anerkennung als Schriftsteller wünschte und es als „nur allzu wahren Roman“ verstanden wissen wollte. Begonnen hatte seine Beschäftigung mit dem Protagonisten bereits als Schüler; als Abiturient verkörperte er die Hauptrolle in Schillers Wallensteins Tod, und seine abgeschlossene Staatsexamensarbeit in Geschichte, die wegen seiner Emigration aus Deutschland nicht mehr zum Examen führte, beschäftigte sich ebenfalls mit diesem Thema. Neben Schillers Drama lieferte Ricarda Huchs Wallenstein – Eine Charakterstudie Anregungen für dieses Hauptwerk. Golo Mann arbeitete fünf Jahre daran.
Unvollendet blieb eine Biografie über Alfried Krupp von Bohlen und Halbach, mit der ihn das Krupp’sche Familienkuratorium 1976 beauftragt hatte. Er reagierte erleichtert, als er nach vierjähriger Arbeit von der Aufgabe entbunden wurde. Die genauen Gründe dafür sind unklar; möglicherweise störte man sich im Hause Krupp am Duktus der Arbeit und an der Offenlegung der Familiengeschichte. Die Biografie wurde nur zu zwei Dritteln fertig und nur in einem Auszug veröffentlicht.
Im November 1986 erschienen die Erinnerungen und Gedanken. Eine Jugend in Deutschland. Golo Mann schildert das vom Vater bestimmte Elternhaus, das Leben mit den Geschwistern, kulturelle Einflüsse wie Literatur, Musik, Theaterspiel, die Schul- und Studienzeit. Das Buch endet mit dem Beginn des „Dritten Reiches“ im Jahr 1933. Es wurde ein großer Erfolg, auch wenn sich einige Kritiker über den Titel wunderten, der wie ein Plagiat von Bismarcks Autobiografie Gedanken und Erinnerungen klang. Gleich nach der Veröffentlichung nahm er die Fortsetzung Erinnerungen und Gedanken. Lehrjahre in Frankreich, die die Zeit des französischen Exils von 1933 bis 1940 umfasst, in Angriff. Drei Jahre vor seinem Tod brach Golo Mann die Arbeit daran ab; diese autobiografische Arbeit wurde als Fragment im Jahr 1999 postum veröffentlicht.

## Rezeption

### Historiker – Erfolg und Kritik
„Ich glaube an die ganze Theoriebedürftigkeit der Geschichte nicht. Die Historie ist eine Kunst, die auf Kenntnissen beruht, und weiter ist sie gar nichts.“

Golo Manns Deutsche Geschichte des XIX. und XX. Jahrhunderts aus dem Jahr 1958 machte ihn als Historiker bekannt und erreichte viele Leser. Er erhielt bedeutende Preise, beispielsweise 1968 den Georg-Büchner-Preis.
Viele Historikerkollegen teilten die Euphorie nicht, da Mann seine Werke essayistisch formulierte und meist auf einen Anmerkungsapparat verzichtete. Im 1971 erschienenen Wallenstein fügte er sogar einen fiktiven inneren Monolog des Feldherrn ein. Die Fakten im Wallenstein waren nachprüfbar, doch versah die Fachwelt das Werk mit dem Spott-Titel Lotte in Eger, der auf Thomas Manns Roman Lotte in Weimar anspielte, und der Historiker Hans-Ulrich Wehler nannte Golo Mann in den 1980er-Jahren einen „Goldrähmchenerzähler“. Golo Mann legte in seinem Stil Wert auf Verständlichkeit und Bildhaftigkeit, den Fachjargon lehnte er ab. Manns Freund, der Sprachwissenschaftler Hans-Martin Gauger, betonte in seinem Beitrag Zum Stil Golo Manns, dass dieser die direkte Behandlung der Themen liebte und auf gelehrte Umständlichkeit verzichtete. Floskeln wie beispielsweise „Daraus erhellt“ oder „Es erhebt sich die Frage“ vermied er.
Hans-Ulrich Wehler und Golo Mann trafen 1978 auf einer Historikertagung zusammen und hielten Referate, die unterschiedliche Standpunkte vertraten und eine Einigung nicht zuließen. Während Wehler auf die erzählende Darstellung historischer Themen nicht einging und Mann eine überlebte Geschichtsauffassung vorwarf, erklärte Mann, Wehler leugne die Möglichkeiten der Veranschaulichung durch eine erzählende Form, sodass es seiner Schule an der aus menschlicher Erfahrung gewonnenen Sympathie fehle, die den Gestalten der Geschichte entgegenzubringen sei. Es gab zudem keinen Konsens mit den Mitgliedern der 1930 gegründeten, marxistisch orientierten Frankfurter Schule wie Theodor W. Adorno, Max Horkheimer, Herbert Marcuse und Jürgen Habermas, denen viele Historiker nahestanden. Diese machten den Kapitalismus für Faschismus und Nationalsozialismus verantwortlich und sahen in einer kritischen Analyse des gesellschaftlichen Zustands ein Vorbeugungsmittel gegen solche Ideologien. Golo Mann teilte die optimistischen Tendenzen und den Glauben an die Emanzipationsfähigkeit des Menschen nur sehr bedingt, da er das Schwergewicht seiner Geschichtsdeutung auf das Individuum und nicht auf die Gesellschaft legte.

### Briefwechsel Rolf Hochhuth – Golo Mann (1963–1987)

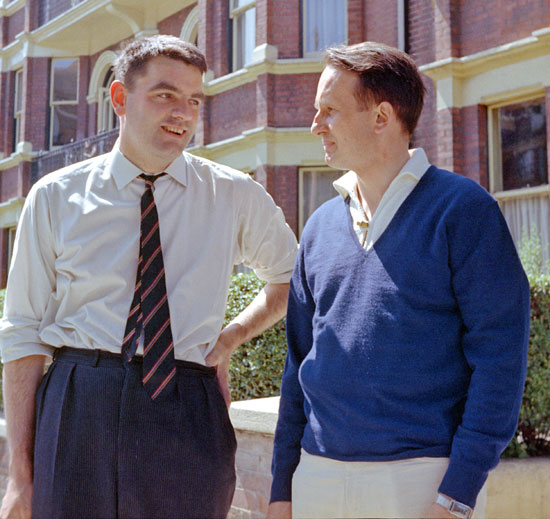
Rolf Hochhuth (rechts) und David Irving, 1966

Das Schweizerische Literaturarchiv (SLA) in Bern betreut den Nachlass Golo Manns und das Archiv Rolf Hochhuths, wo dieser umfangreiche Briefwechsel vollständig erhalten ist. Er umfasst den ersten Dankesbrief Hochhuths an Golo Mann im Zusammenhang mit der Stellvertreter-Kontroverse 1963 bis zum letzten Brief im Jahr 1988. Nachdem Golo Mann den Dramatiker Rolf Hochhuth nach der Uraufführung des Stellvertreters neben den Professoren Karl Jaspers, Karl Barth und Walter Muschg stark unterstützt und ihn bewundert hatte, entwickelte sich ein langjähriger Briefkontakt. Die nächsten Stücke Hochhuths, Soldaten, Guerillas und Die Hebamme, fanden jedoch nicht die ungeteilte Zustimmung Golo Manns. Hochhuths Freundschaft mit dem Holocaustleugner David Irving verschlechterte die Beziehung zunehmend. Im Fall Hans Filbinger, der Hochhuth zu dem Drama Juristen (1980) inspiriert hatte, nahm Golo Mann nach dem Erscheinen von Filbingers Verteidigungsbuch Die geschmähte Generation in der Welt am Sonntag 1987 für diesen Stellung, indem er für eine Versöhnung mit der Generation eintrat, die den Krieg überlebt hatte. Hochhuth warf ihm daraufhin vor, er verstoße damit gegen seine eigene Geschichtsbetrachtung und spielte auf den Historikerstreit an. Dabei sei er, Golo Mann, der Lehrer seiner Generation gewesen. Golo Mann entgegnete, er sei am Historikerstreit nie beteiligt gewesen, und Hochhuth möge sich, anstatt ihn als Neonazi zu verleumden, mit der Darstellung Filbingers intensiv auseinandersetzen. Den letzten Brief Hochhuths ließ Golo Mann ungeöffnet zurückgehen.

### Filme mit Bezug auf Golo Mann und Familie
In den dritten Programmen von NDR, SFB und Radio Bremen lief Ende Oktober 1983 ein zweistündiger Fernsehfilm von Heinrich Breloer, der das Leben seines Bruders Klaus Mann dokumentierte. Der Titel lautete nach einem Roman von Klaus Mann Treffpunkt im Unendlichen. Golo und Monika Mann gehörten zu den Interviewpartnern Breloers. Golo Mann wurde in einer Szene gezeigt, wie er erstmals ein bisher unbekanntes FBI-Protokoll über seinen Bruder las, der als Kommunistenfreund und Homosexueller verdächtigt wurde.
Breloer war es auch, der den erfolgreichen dreiteiligen Dokumentarfilm Die Manns – Ein Jahrhundertroman konzipierte und drehte. Er wurde im Jahr 2001 erstmals im Fernsehen ausgestrahlt. Philipp Hochmair interpretierte die Rolle des Golo Mann. Elisabeth Mann Borgese als letzte Überlebende der Literatenfamilie Mann war Interviewpartnerin Breloers.
Das Geheimnis der Freiheit ist ein deutscher Fernsehfilm des Regisseurs Dror Zahavi, der am 15. Januar 2020 erstmals im Ersten ausgestrahlt wurde. Berthold Beitz, Generalbevollmächtigter  von Alfried Krupp von Bohlen und Halbach, beauftragt Golo Mann, ein Buch über die Familie Krupp zu schreiben. Edgar Selge spielt Golo Mann, Erni Mangold Katia Mann.

### Ausstellungen zum 100. Geburtstag
Der Geschichtserzähler. Golo Mann zum 100. Geburtstag, unter diesem Titel fand eine Ausstellung im Buddenbrookhaus, Lübeck, vom 6. September bis zum 22. November 2009 statt. Der damalige Leiter des Buddenbrookhauses, Holger Pils, erklärte zum Ansatz der Ausstellung, dass für Golo Mann die biografische Erzählung eine bevorzugte Form gewesen sei. Daher solle die Ausstellung biografisch erzählen und zugleich ein Stück erlebter Geschichte aufzeigen. Pils konzipierte die Ausstellung gemeinsam mit dem Golo-Mann-Biografen Tilmann Lahme.
Eine weitere Ausstellung fand 2009 anlässlich des Geburtstags im Tessin statt, wo Golo Mann in Berzona ein Ferienhaus besessen hatte. Das „Museo Onsernonese“ in Loco erinnerte an den Historiker und Schriftsteller.
Zwischen allen Stühlen – wie es sich gehört war das Motto der Ausstellung im Schwulen Museum Berlin zum 100. Geburtstag im März 2009. Eine Rauminszenierung stellte Golo Manns Jugend und das familiäre Umfeld dar. Nachgebildet war sein Kinderzimmer in der Münchner Mann-Villa in der Poschingerstraße 1 mit Laufstall und Schulschreibtisch. Eine Wand war mit Thomas-Mann-Bildern und seinen Tagebuchauszügen bestückt. Weiterer Bestandteil der Ausstellung waren eine Klaus-Mann-Vitrine und eine Heinrich-Mann-Büste.

## Auszeichnungen und Ehrungen (Auswahl)
- 1964: Schillerpreis der Stadt Mannheim
- 1967: Ludwig-Thoma-Medaille der Stadt München
- 1968: Georg-Büchner-Preis
- 1969: Gottfried-Keller-Preis
- 1972: Lessing-Ring und Literaturpreis der deutschen Freimaurer sowie Großes Bundesverdienstkreuz
- 1973: Ehrendoktorwürde der Universität Nantes/Frankreich und Orden Pour le Mérite
- 1977: Schiller-Gedächtnispreis
- 1977: Wahl zum Mitglied der American Academy of Arts and Sciences
- 1979: Pfeifenraucher des Jahres
- 1980: Kultureller Ehrenpreis der Landeshauptstadt München
- 1981: Bayerischer Maximiliansorden für Wissenschaft und Kunst
- 1982: Jakob Fugger-Medaille des Verbandes der Zeitschriftenverlage in Bayern
- 1984: Ernst-Robert-Curtius-Preis für Essayistik
- 1985: Goethepreis der Stadt Frankfurt; Friedrich-Schiedel-Literaturpreis
- 1987: Bodensee-Literaturpreis und Ehrendoktorwürde der University of Bath/England
- 1988: Hanns Martin Schleyer-Preis
- 1991: Wolfskehl-Preis für Exilliteratur

## Schriften (Auswahl)
- 1947: Friedrich von Gentz. Ullstein, Berlin 1982, ISBN 3-548-02935-3.
- 1954: Vom Geist Amerikas. Kohlhammer, Stuttgart, 2. Aufl. 1955.
- 1958: Deutsche Geschichte des XIX. und XX. Jahrhunderts. Neuausgabe Deutsche Geschichte des 19. und 20. Jahrhunderts. Fischer, Frankfurt am Main 2009, ISBN 978-3-10-047920-4.
- 1960–1964: Mitherausgeber Golo Mann: Propyläen Weltgeschichte. Eine Universalgeschichte von den Anfängen bis zur Nachkriegszeit. Zehn Bände. Propyläen Verlag Berlin 1960–1964, ISBN 978-3-549-05840-4.
- 1964: Wilhelm II. Archiv der Weltgeschichte. Scherz-Verlag, München / Bern / Wien 1964.
- 1967: Aufsatz im Sammelband: Deutsche und Juden, Suhrkamp, Frankfurt/M. 1967.
- 1970: Von Weimar nach Bonn. Fünfzig Jahre deutsche Republik. Fromm Druckhaus A 1982, ISBN 3-7729-5003-5.
- 1971: Wallenstein. Sein Leben erzählt von Golo Mann. Fischer, Frankfurt am Main 1971, ISBN 3-10-047903-3 (gebunden) und Fischer, Frankfurt am Main 1997, ISBN 3-596-13654-7 (Taschenbuch).
- 1973: mit Ruedi Bliggenstorfer: Wallenstein. Bilder zu seinem Leben. Fischer, Frankfurt am Main 1973, ISBN 3-10-047904-1.
- 1986: Erinnerungen und Gedanken. Eine Jugend in Deutschland. Fischer, Frankfurt am Main 1991, ISBN 3-596-10714-8.
- 1989: Wir alle sind, was wir gelesen. Verlag der Nation, ISBN 3-373-00435-7.
- 1989: Ludwig I., König von Bayern. Oreos, Schaftlach; Fischer, Frankfurt am Main 2006, ISBN 3-596-14491-4.
- 1992: Wissen und Trauer. Historische Portraits und Skizzen. Reclam, Leipzig. Überab. Neuaufl. 1995, ISBN 3-379-01548-2.
- 1999: Erinnerungen und Gedanken. Lehrjahre in Frankreich.[17] Fischer, Frankfurt am Main, postum erschienen. Als Taschenbuch 2000: ISBN 3-596-14952-5.
- 2006: Briefe 1932–1992. Herausgegeben von Tilmann Lahme und Kathrin Lüssi. Wallstein Verlag, Göttingen 2006, ISBN 3-8353-0003-2.
- 2009: Man muss über sich selber schreiben. Erzählungen, Familienporträts, Essays. Herausgegeben von Tilmann Lahme, mit einem Nachwort von Hans-Martin Gauger. S. Fischer, Frankfurt am Main 2009, ISBN 978-3-10-047915-0.

## Sekundärliteratur
Biographien
- Urs Bitterli: Golo Mann – Instanz und Außenseiter. Eine Biographie. Verlag NZZ, Zürich und Kindler. Berlin 2004, ISBN 3-463-40460-5; auch: Rowohlt, Reinbek 2005, ISBN 3-499-24078-5.
- Joachim Fest: Begegnungen. Rowohlt, Reinbek 2006, ISBN 3-499-62082-0. (Darin ein sehr persönliches Kapitel Golo Mann.)
- Klaus W. Jonas, Holger Stunz: Golo Mann. Leben und Werk. Chronik und Bibliographie (1929–2003). Harrassowitz, Wiesbaden 2004, ISBN 3-447-05053-5.
- Jeroen Koch: Golo Mann und die deutsche Geschichte. Eine intellektuelle Biographie. Schöningh, Paderborn 1998, ISBN 3-506-74662-6.
- Tilmann Lahme: Golo Mann. S. Fischer, Frankfurt am Main 2009, ISBN 978-3-10-043200-1 (Rezension).

Golo Mann in Aufzeichnungen von Familienmitgliedern
- Klaus Mann: Kind dieser Zeit. Erweiterte Neuausgabe. Rowohlt, Reinbek 2000, ISBN 3-499-22703-7.
- Frido Mann: Achterbahn. Ein Lebensweg. Rowohlt, Reinbek 2009, ISBN 978-3-499-62392-9.
- Klaus Mann: Der Wendepunkt. Ein Lebensbericht. Erweiterte Neuausgabe, mit Textvariationen und Entwürfen im Anhang herausgegeben und mit einem Nachwort von Fredric Kroll. Rowohlt, Reinbek 2006, ISBN 3-499-24409-8.

Familie Mann
- Tilmann Lahme: Die Manns. Geschichte einer Familie. S. Fischer, Frankfurt am Main 2015, ISBN 978-3-10-043209-4.
- Peter Lange: Prag empfing uns als Verwandte. Die Familie Mann und die Tschechen. Vitalis, Prag 2021, ISBN 978-3-89919-703-7.
- Uwe Naumann: Die Kinder der Manns. Ein Familienalbum. Rowohlt, Reinbek 2005, ISBN 3-498-04688-8.
- Thomas Sprecher, Fritz Gutbrodt: Die Familie Mann in Kilchberg. Wilhelm Fink, München 2000, ISBN 978-3-7705-3528-6.
- Michael Stübbe: Die Manns. Genealogie einer deutschen Schriftstellerfamilie. Degener, 2004, ISBN 3-7686-5189-4.

Interviews
- Ich hasse alles Extreme. Günter Gaus im Interview mit Golo Mann (4. März 1965). In: Günter Gaus: „Was bleibt, sind Fragen.“ Die klassischen Interviews. Das Neue Berlin, Berlin 2001, ISBN 978-3-360-01012-4.
- Gero von Boehm: Golo Mann. 10. Dezember 1988. Interview in: Begegnungen. Menschenbilder aus drei Jahrzehnten. Collection Rolf Heyne, München 2012, ISBN 978-3-89910-443-1, S. 167–189.

## Filme
- Golo Mann - Historiker von Weltformat, ZDF – Zur Person: TV-Interview mit Günter Gaus (80 min) vom 4. März 1965.